# Football à la télévision en France
Le football tient une place particulière à la télévision française, réalisant de fortes audiences, notamment pour les compétitions les plus importantes (Coupe du monde, Euro, Ligue 1...). Pour certaines chaînes, il est vital de proposer des contenus sportifs dans leur offre. Cette page recense les diffuseurs des compétitions de football à la télévision en France et se concentre sur une période récente (à partir des années 1990). Certains événements considérés comme importants ne peuvent être diffusés par une chaîne payante : il s'agit des événements sportifs d'importance majeure.

## Coupe du monde

### Coupe du monde masculine
- Coupe du monde de 1986 : Antenne 2 et TF1 
  - La coupe du monde 1986 est diffusée par Antenne 2 et rassemble un large public, permettant à la chaîne publique d'atteindre 44,4 % de parts d'audience sur le mois de juin 1986 contre 40,1 % pour TF1[1].
- Coupe du monde de 1990 : TF1, Antenne 2 et FR3[2]
- Coupe du monde de 1994 : France Télévision (France 2 et France 3) et TF1
  - La plupart des matches de la coupe du monde 1994 sont diffusés sur les chaînes de France Télévision, dont la finale (Brésil-Italie) commentée par Didier Roustan et Éric Cantona. Seuls quelques matches sont retransmis sur TF1[3].
- Coupe du monde de 1998 : TF1, France Télévision (France 2, France 3 et Superfoot 98[note 1]) et Canal+[4].
  - Organisée en France, la coupe du monde est diffusée par TF1 et France Télévisions qui se partagent à nouveau la diffusion des matches[note 2];
  - Canal+ co-diffuse également chaque match en crypté.

#### Coupe du monde de 2002
La Coupe du monde 2002 est exclusivement diffusée en clair par TF1 et en crypté par Eurosport appartenant alors au Groupe TF1. La chaîne d'information en continue du groupe TF1, LCI, est aussi associée à cet événement. TF1 acquiert ces droits de diffusion au groupe allemand KirchMedia (en) (qui fera faillite peu après) pour la très importante somme de 168 millions d'euros. Somme d'autant plus importante que le parcours très médiocre de l'équipe de France impacte les audiences de cette Coupe du monde en France.

#### Coupe du monde de 2006
La Coupe du monde 2006 est proposée par un nombre plus important de diffuseurs que celle de 2002. Ainsi, TF1 signe un accord avec le duo Eurosport-Canal+ pour que la Coupe du monde soit proposée en intégralité sur des chaînes cryptées. Canal+ diffuse, en plus de 30 matches de poule, la moitié des huitièmes, quarts, demi-finales et la petite finale. Eurosport en diffuse l'autre moitié, 15 matches de poule, ainsi que la finale. Pour les chaînes gratuites, TF1 conserve la diffusion de 24 matches en direct dont 14 matches de poule, 4 huitièmes de finale, 2 quarts de finale, 2 demi-finales, le match pour la 3e place et la finale. À noter que TF1 diffuse l'intégralité des matches de l'équipe de France. De son côté, la chaîne M6 diffuse pour la première fois des matches de Coupe du monde, avec la retransmission de 31 matches en direct dont 25 matchs de poule, 4 huitièmes de finale et 2 quarts de finale. Au total, les chaînes gratuites diffusent 55 matches en direct sur les 64 que comporte la compétition,.

#### Coupe du monde de 2010
Comme en 2006, TF1, initialement diffuseur exclusif de la Coupe du monde 2010, rétrocède certains droits à d'autres chaînes gratuites ou payantes. Cette fois, France Télévisions, Canal+ et Eurosport acquièrent des droits de diffusion. « TF1 conserve, outre l'exclusivité des cérémonies d'ouverture et de clôture, la diffusion en direct de 27 matches, dont le match d'ouverture, tous les matches de l'équipe de France, les deux demi-finales, le match pour la 3e place, et la finale » précisent les trois groupes à l'origine de l'accord. Selon le quotidien L'Équipe, France Télévisions et Canal+ ont versé à TF1 respectivement 25 et 8 millions d'euros pour acquérir ces droits. France Télévisions diffuse ainsi 34 matches en direct sur France 2 ou France 3 (dont la moitié des huitièmes et quarts de finale) et Canal+ l'intégralité des 64 matches de la compétition dont 37 en direct. Eurosport diffuse tous les matchs exclusivement en différé. Canal+ associe également les chaînes d'information sportive (Infosport) et en continu sur la TNT (I-Télé) qu'elle détient à l’événement que constitue cette Coupe du monde.

#### Coupe du monde de 2014
L'irruption de beIN Sports dans le paysage audiovisuel français change la donne pour la diffusion de la Coupe du monde 2014. Pour la première fois depuis l'édition 2002, seul deux diffuseurs se partagent la diffusion de la compétition, un gratuit (TF1) qui retransmet les matches les plus importants et un payant (beIN Sports) qui retransmet l'intégralité de la compétition, et pour la première fois la majorité des matchs n'est pas visible sur une chaîne gratuite. Dans le détail, le 13 mars 2014, TF1 et beIN Sports signent un accord pour la diffusion de la Coupe du monde 2014 en France, cette dernière rachetant à TF1 les droits de diffusion de l'intégralité de la compétition, soit 64 matches en direct, dont 36 en exclusivité. TF1 conserve les droits de diffusion de 28 rencontres, dont toutes celles de l'équipe de France et l'ensemble des matches à partir des huitièmes de finale. beIN Sports mise sur la diffusion de la Coupe du monde pour recruter de nouveaux abonnés, et propose à cet effet un magazine quotidien diffusé en clair.

#### Coupe du monde de 2018 et 2022
Le 14 janvier 2016, TF1 déclare avoir acquis un ensemble de droits de diffusion des principales compétitions de football entre 2017 et 2022 à commencer par les Coupe du monde 2018 et 2022. Comme pour l'édition 2014, TF1 diffuse seulement 28 matches (dont ceux de l'équipe de France, cinq huitièmes de finale, trois quarts de finale et les matchs du dernier carré) et cède les droits de diffusion de l'ensemble des 64 matchs à beIN Sports, cette dernière disposant donc de 36 matchs en exclusivité.

#### Coupe du monde de 2026
Le 5 mars 2024, RMC Sport annonce que M6 a acquis les droits de diffusion de 54 match en clair (dont les matchs de L'équipe de France) de la coupe du monde 2026. Pour la première fois, le diffuseur historique TF1 ne diffusera pas l'évènement.
Le diffuseur payant n'a pas encore été choisi.

#### Coupe du monde de 2030
Le 7 mars 2024, M6 annonce avoir obtenu les droits de diffusion pour la coupe du monde 2030, au détriment de TF1.
Le diffuseur payant n'a pas encore été choisi.

#### Phase finale
| Édition | TF1                         | France Télévisions | M6 | Canal+ | Eurosport | beIN Sports |
| ------- | --------------------------- | ------------------ | -- | ------ | --------- | ----------- |
| 1986    | (Co-diffuse avec Antenne 2) | (Antenne 2)        |    |        |           |             |
| 1990    |                             | (A2 et FR3)        |    |        |           |             |
| 1994    |                             |                    |    |        |           |             |
| 1998    |                             |                    |    |        |           |             |
| 2002    |                             |                    |    |        |           |             |
| 2006    |                             |                    |    |        |           |             |
| 2010    |                             |                    |    |        |           |             |
| 2014    |                             |                    |    |        |           |             |
| 2018    |                             |                    |    |        |           |             |
| 2022    |                             |                    |    |        |           |             |
| 2026    |                             |                    |    |        |           |             |
| 2030    |                             |                    |    |        |           |             |

#### Qualifications
| Édition | Confédération   | Diffuseur(s)                            | Observations |
| ------- | --------------- | --------------------------------------- | --- |
| 2006    | UEFA / CONMEBOL | Eurosport                               | Eurosport diffuse en différé les matchs qualificatifs des grands pays d'Europe et d’Amérique du Sud. |
| 2010    | CONMEBOL        | NT1                                     | Diffusé du 13 octobre 2007 au 14 octobre 2009. |
| 2010    | UEFA            | Sport+ et NT1                           | NT1 diffuse les matchs à domicile de l'Italie de 20 août 2008 au 18 novembre 2009. |
| 2014    | CONMEBOL        | beIN Sports                             | Diffusé du 7 octobre 2011 au 15 octobre 2013 sauf les matchs à domicile de l'Argentine diffusés par le Groupe Canal+. |
| 2014    | CONCACAF        | beIN Sports                             | Diffusé du 15 juin 2011 au 20 novembre 2013. |
| 2014    | UEFA            | Groupe Canal+ et beIN Sports            | Diffusé du 7 septembre 2012 au 19 novembre 2013. |
| 2014    | AFC             | Eurosport                               | Diffusé du 29 juin 2011 au 20 novembre 2013. |
| 2014    | CAF             | Groupe Canal+                           | Diffusé du 11 novembre 2011 au 19 novembre 2013. |
| 2018    | CONMEBOL        | beIN Sports                             | Diffusé du 8 octobre 2015 à octobre 2017. |
| 2018    | CAF             | beIN Sports                             | Diffusé du 8 octobre 2015 à octobre 2017. |
| 2018    | UEFA            | Groupe Canal+                           | Diffusé du 4 septembre 2016 à octobre 2017. |
| 2022    | UEFA            | Groupe TF1 Groupe M6 La chaîne L'Équipe | Le Groupe TF1 et le Groupe M6 se partagent 50 % chacun les matchs de l'équipe de France (diffusion sur TF1 et M6) et une fois sur deux la plus belle affiche de chaque journée en dehors des bleus (Sur TMC/TFX et W9). L'Équipe diffuse l'intégralité des autres matchs. |
| 2022    | CONMEBOL        | beIN Sports                             | Diffusion de octobre 2020 à mars 2022. |
| 2022    | CAF             | L'Équipe                                | Diffusion de septembre 2021 à mars 2022. |
| 2022    | AFC             | Eurosport                               | Diffusion de septembre 2020 à mars 2022. |
| 2022    | CONCACAF        | Eurosport                               | Diffusion de septembre 2020 à mars 2022. |
| 2026    | UEFA            | Groupe TF1 L'Équipe                     | TF1 diffuse les matchs de l'équipe de France. L'Équipe diffuse l'intégralité des autres matchs. |
| 2026    | CONMEBOL        | L'Équipe Live et DAZN                   | L'Équipe Live diffuse 9 matchs de qualifications du Brésil à domicile, 9 matchs de qualifications de l'Argentine à domicile et 9 matchs de qualifications de l'Équateur à domicile.                                                                                       |

- UEFA désigne les qualifications en Europe
- CONMEBOL les qualifications en Amérique du Sud
- CAF les qualification en Afrique
- CONCACAF les qualifications en Amérique du Nord, Amérique centrale et Caraïbes
- AFC les qualifications en Asie

### Coupe du monde féminine
| Année | Diffuseurs               | Observations |
| ----- | ------------------------ | --- |
| 2011  | Eurosport et Direct 8    | Intégralité sur Eurosport et les principaux matchs + matchs de l'équipe de France féminine sur Direct 8. |
| 2015  | Eurosport et W9          | Intégralité sur Eurosport et les principaux matchs + matchs de l'équipe de France féminine sur W9. |
| 2019  | TF1 et Canal+            | Intégralité sur les chaînes du Groupe Canal+. En clair, le Groupe TF1 retransmet sur TF1 ou TMC 25 matchs sur les 52 que comporte la compétition (dont tous les matchs de l’équipe de France et les affiches les plus importantes). De son côté, Canal+ co-diffuse les 25 matchs du Groupe TF1 et diffuse les 27 autres en exclusivité. |
| 2023  | France Télévisions et M6 | Intégralité de la compétition sur les 2 chaînes. 32 rencontres sur les antennes de France Télévisions, qui comprennent notamment les matchs de poule France-Brésil et Panama-France, 4 huitièmes de finale, 2 quarts de finale (dont Austraile-France), 1 demi-finale et la finale. 32 autres affiches sur M6 et W9 dont le match de poule France-Jamaïque, 4 autres huitièmes (dont France-Maroc), 2 autres quarts, l'autre demi-finale et la petite finale. |
| 2027  | M6                       | M6 a acquis les droits de diffusion de l'intégralité de la compétition, devançant encore une fois TF1 |

## Euro de football

### Euro de football masculin
| Édition | TF1    | France TV | M6    | Eurosport | beIN Sports |
| ------- | ------ | --------- | ----- | --------- | ----------- |
| 1996    |        |           |       |           |             |
| 2000    |        |           |       |           |             |
| 2004    |        |           |       |           |             |
| 2008    |        |           | et W9 |           |             |
| 2012    |        |           |       |           |             |
| 2016    | et TMC |           |       |           |             |
| 2020    |        |           |       |           |             |
| 2024    |        |           |       |           |             |
| 2028    |        |           |       |           |             |

1. ↑  Reporté à 2021.

L'Euro 1996 est diffusé sur TF1 et sur France Télévisions en clair. France Télévisions diffuse 11 matchs de poule sur France 2 ou France 3 dont la rencontre France-Espagne le 15 juin 1996 sur France 2. À noter que certains matchs sont diffusés à cheval sur les deux chaînes (la première période sur l'une, la seconde sur l'autre). TF1 diffuse le reste des rencontres du premier tour. Concernant la suite de la compétition, deux quarts de finale sont diffusés sur France 3 (France-Pays-Bas et Allemagne-Croatie) et deux autres sur TF1, les demi-finales sur France 3 (Angleterre-Allemagne) et TF1 (France-Tchéquie). Enfin, la finale est diffusée sur France 2, commentée par Pierre Sled et Paul Le Guen.
Pour l'Euro 2000, France Télévisions diffuse le match d'ouverture sur France 2, deux matchs de poule de la France et la 1/2 finale France-Portugal. TF1 diffuse un match de poule de la France, le quart de finale France-Espagne et la finale France-Italie. En complément de la diffusion des matchs, France Télévisions propose deux émissions quotidiennes sur France 3 consacrées à la compétition : Le journal de l'Euro présenté par Laurent Luyat, tous les soirs vers 20h15 et Le magazine de l'Euro présenté par Gérard Holtz.
En décembre 2000, l'UER signe un contrat avec l'UEFA concernant la diffusion de l'Euro 2004 en Europe pour un montant de 3,5 milliards de francs français, soit une somme six fois supérieure à celle versée pour l'Euro 2000. TF1 et France Télévisions sont les diffuseurs en France. TF1 retransmet huit rencontres de poule dont deux de l'équipe de France (France-Angleterre le 13 juin 2004 et Suisse-France le 21 juin 2004). France Télévisions diffuse notamment le match d'ouverture (Portugal-Grèce) sur France 3 ainsi que les matchs restant du premier tour, soit huit sur France 2 et huit sur France 3. France 3 diffuse ensuite deux quarts de finale (premier et quatrième choix), France 2 en diffuse un (troisième choix) tandis que TF1 retransmet le quart de finale restant (deuxième choix). TF1 diffuse une demi-finale (premier choix) et France 3 l'autre demi-finale. La finale est diffusée sur France 2. La chaîne payante Eurosport, qui fait partie à l'époque du Groupe TF1, obtient les droits de diffusion de tous les matchs de l'Euro 2004 en différé et deux magazines quotidiens consacrés exclusivement à la compétition.
Le 25 mai 2007, l'UEFA annonce que TF1 et M6 seront les diffuseurs de l'Euro 2008 en France. Les matchs sont équitablement répartis entre les deux chaînes. Chaque chaîne verse 50 millions d'euros à l'UEFA au titre des droits de diffusion. Après concertation pour la répartition des matchs, M6 diffuse deux des trois matchs de poule de l'équipe de France (France-Roumanie et France-Italie), TF1 le troisième (France-Pays-Bas). Pour la suite du tournoi, TF1 décroche deux quarts de finale qu'elle choisit, une demi-finale ainsi que la finale, tandis que M6 décroche les deux autres quarts de finale et la demi-finale de son choix. À noter qu'Eurosport et W9 se partagent la diffusion des matchs de la troisième journée du premier tour qui ne sont pas dans le même temps diffusés sur TF1 ou M6, les deux derniers matchs d'une même poule se déroulant en effet à la même heure.
Le Groupe Canal+ diffuse du 11 août 2010 au 15 novembre 2011 les matchs de qualifications pour l'Euro 2012. Concernant la phase finale, TF1 retransmet 9 matchs dont la finale, M6 diffuse 10 matchs et beIN Sports en retransmet l'intégralité dont 12 matchs en exclusivité.
En juillet 2014, l'UEFA attribue les droits de diffusions des éliminatoires de l'Euro 2016 à Canal+. La chaîne cryptée propose ainsi en direct et en exclusivité l’ensemble des matchs des nations européennes du 7 septembre 2014 au 17 novembre 2015. L'UEFA attribue en 2013 les droits de diffusion de l'Euro 2016 (phase finale) à TF1, M6 et beIN Sports. Une grande partie de la compétition sera diffusée exclusivement par une chaîne payante (beIN Sports) qui, en déboursant 60 millions d’euros auprès de l'UEFA, obtient les droits de diffusion de l'intégralité du tournoi (51 matchs dont 18 en exclusivité). TF1 et M6 se partagent donc la diffusion de 33 matchs. M6 décroche la diffusion de onze matchs dont la finale, et TF1 la diffusion de vingt-deux matchs dont trois quarts de finale et la demi-finale de son choix. TMC, filiale de TF1, diffusera quant à elle un match. Les deux grandes chaînes gratuites auraient déboursé chacune 25 millions d'euros de droits de diffusion ce qui porte à 110 millions le montant perçu par l'UEFA au titre la diffusion en France de cet Euro 2016,.
En 2021, l'Euro 2020 est en grande partie et comme en 2016 diffusé sur TF1 et M6, cette dernière retransmettant la finale. beIN Sports se charge de l'intégralité des matchs, dont la moitié en exclusivité.
L'Euro 2024 conserve les mêmes diffuseurs : 12 matchs sur TF1 et 13 matchs sur M6, dont les droits de diffusion de la finale que la chaîne remporte une 3ème fois consécutive. Après une longue période d'incertitude, beIN Sports conserve les droits de diffusion de l'intégralité de l'Euro pour les éditions 2024 et 2028.
L'Euro 2028 en clair est obtenu par TF1 qui y obtient 25 affiches.

### Qualifications
| Édition | Diffuseurs            | Observations |
| ------- | --------------------- | --- |
| 1996    | Eurosport             | |
| 2000    | Eurosport             | |
| 2004    | Eurosport             | |
| 2008    | Canal+                | L’intégralité des rencontres diffusée sur Canal+Sport et sur Foot+. Le résumé des matchs dans le magazine des "European Qualifiers".                                                        |
| 2012    | Canal+                | L’intégralité des rencontres diffusée sur Canal+Sport et sur Foot+. Le résumé des matchs dans le magazine des "European Qualifiers".                                                        |
| 2016    | Canal+                | L’intégralité des rencontres diffusée sur Canal+Sport et sur Foot+. Le résumé des matchs dans le magazine des "European Qualifiers".                                                        |
| 2020    | TMC / TFX W9 L'Équipe | Un match de qualification (de premier choix) sur TMC, TFX ou W9 à chaque journée en dehors des matchs de l'équipe de France. L’intégralité des autres rencontres est diffusée sur L'Équipe. |
| 2024    | L'Équipe              | Intégralité des matchs de qualifications hors équipe de France. |

### Euro de football féminin
| Édition | Diffuseurs                      | Observations |
| ------- | ------------------------------- | --- |
| 2013    | Eurosport et W9                 | Intégralité des 25 matchs sur Eurosport et les matchs de l'équipe de France sur W9. |
| 2017    | France Télévisions et Eurosport | Intégralité des 31 matchs sur France Télévisions et Eurosport. Les matchs de l'équipe de France sont co-diffusés sur France 2 ou France 3 et Eurosport. |
| 2022    | TF1 et Canal+                   | Intégralité des 31 matchs sur Canal+ et 14 matchs sur TF1 dont les matchs de l'équipe de France. Initialement prévu pour 2021 mais reporté à 2022 en raison du bouleversement du calendrier sportif international de la saison 2019/2020 ayant entraîné le report de l'Euro 2020 masculin à 2021, en raison de la pandémie de Covid-19. |
| 2025    | TF1 et France Télévisions       | TF1 qui avait initialement obtenu le droit de l'ensemble des 31 matchs de la compétition a décidé de rétrocéder 12 matchs au groupe France Télévisions. TF1 conserve 15 matchs sur les 19 restants : 11 matchs de poules (dont France-Angleterre et Pays-Bas-France), deux quarts de finale, une demi finale et la finale ainsi que tous les matchs potentiels de l'équipe de France à partir des quarts. France Télévisions obtient 9 matchs de poules (dont France-Pays de Galles), les deux autres quarts et l'autre demi-finale. Le 11 juillet 2025, un accord est trouvé entre France TV et TF1 pour la diffusion de Pays-Bas - France, suite au choix de TF1 de diffuser la finale de la Coupe du monde des clubs entre le PSG et Chelsea sur TF1 et de déclasser Pays-Bas - France sur TMC, le match est diffusé sur France 2. |

## Compétitions internationales des équipes nationales
| Organisateur | Compétitions                                                 | Diffuseurs                    | Observations |
| ------------ | ------------------------------------------------------------ | ----------------------------- | --- |
| FIFA         | Coupe du monde des moins de 20 ans                           | Canal+                        | Tous les matchs de l'édition 2019 en intégralité. |
| FIFA         | Coupe du monde des moins de 20 ans                           | L'Équipe                      | Édition 2023. |
| FIFA         | Coupe des confédérations                                     | TMC SFR Sport                 | En 2017, l'intégralité de cette dernière édition est diffusée sur SFR Sport tandis que huit matchs sont visibles en clair dont une demi-finale et la finale sur TMC.                                                                                   |
| UEFA         | Ligue des nations                                            | Groupe TF1 Groupe M6 L'Équipe | Pour les éditions 2018-2019 et 2020-2021 : Les matchs de l’équipe de France en alternance sur TF1, M6 et en différé sur L'Équipe. Une grande affiche européenne sur W9 et une autre sur TMC/TFX. Tous les autres matchs sur L'Équipe.                  |
| UEFA         | Ligue des nations                                            | Groupe TF1 L'Équipe           | Pour les éditions 2022-2023 et 2024-2025 : Les matchs de l’équipe de France sont diffusés sur TF1 et en différé sur L'Équipe. Les autres affiches (hors France) sur L'Équipe. Le Final Four de l'édition 2024-2025 est diffusé en exclusivité sur TF1. |
| UEFA         | Championnat d'Europe espoirs                                 | Canal+                        | Éditions 1996 et 2002 |
| UEFA         | Championnat d'Europe espoirs                                 | W9                            | Éditions 2006 et 2007 |
| UEFA         | Championnat d'Europe espoirs                                 | Direct 8                      | Édition 2009 |
| UEFA         | Championnat d'Europe espoirs                                 | Eurosport                     | Édition 2011 |
| UEFA         | Championnat d'Europe espoirs                                 | beIN Sports                   | Édition 2013 |
| UEFA         | Championnat d'Europe espoirs                                 | Ma Chaîne Sport               | Édition 2015 |
| UEFA         | Championnat d'Europe espoirs                                 | L'Équipe                      | Édition 2017 |
| UEFA         | Championnat d'Europe espoirs                                 | beIN Sports et W9             | Éditions 2019 Intégralité sur beIN Sports Les matchs de l'équipe de France + un quart de finale, une demi-finale et la finale codiffusés sur W9 |
| UEFA         | Championnat d'Europe espoirs                                 | France 4                      | Édition 2021 Uniquement les matchs de l'équipe de France |
| UEFA         | Championnat d'Europe espoirs                                 | beIN Sports et W9             | Édition 2023 et 2025 Intégralité sur beIN Sports Les matchs de l'équipe de France co-diffusés sur W9. |
| UEFA         | Championnat d'Europe des moins de 19 ans masculin et féminin | L'Équipe                      | Jusqu'en 2022. |
| UEFA         | Championnat d'Europe des moins de 17 ans masculin et féminin | Eurosport                     | En 2015, la finale masculine a été co-diffusé par D8. |
| CONMEBOL     | Copa América                                                 | Groupe Canal+                 | Diffusion de l'édition 2011. |
| CONMEBOL     | Copa América                                                 | beIN Sports                   | Diffusion des éditions 2015, 2016, 2019,. |
| CONMEBOL     | Copa América                                                 | L'Équipe                      | Diffusion de l'édition 2021. |
| CONCACAF     | Gold Cup                                                     | Ma Chaîne Sport               | Édition 2015 |
| CONCACAF     | Gold Cup                                                     | non diffusé                   | Édition 2017 et 2019. |
| CONCACAF     | Gold Cup                                                     | beIN Sports                   | Édition 2021. |
| CONCACAF     | Gold Cup                                                     | YouTube                       | Édition 2023. |
| CAF          | Coupe d'Afrique des nations de football                      | Orange sport                  | Édition 2010. |
| CAF          | Coupe d'Afrique des nations de football                      | Groupe Canal+                 | Éditions 2013 et 2015. |
| CAF          | Coupe d'Afrique des nations de football                      | beIN Sports                   | Éditions 2017, 2019, 2021, 2023 et 2025 Co-diffusion des finales de 2019 et 2021 sur TMC et de la finale de 2023 sur W9. |
| CAF          | Qualification Coupe d'Afrique des nations                    | beIN Sports                   | Qualifications 2017 et 2019. |
| CAF          | Qualification Coupe d'Afrique des nations                    | L'Équipe                      | Qualifications 2021 et 2023. |
| CAF          | Championnat d'Afrique des nations de football                | Groupe Canal+                 | Éditions 2014 et 2016. |
| CAF          | Championnat d'Afrique des nations de football                | beIN Sports                   | beIN Sports qui possède les droits ne diffuse pas l'édition 2018 sur ces antennes. |
| AFC          | Coupe d'Asie des nations de football                         | Eurosport                     | Diffusion des éditions 2007, 2011 et 2015 sur Eurosport. Cette dernière qui possède les droits ne diffuse pas l'édition 2019. |
| AFC          | Coupe d'Asie des nations de football                         | YouTube                       | Édition 2023. |

- La CONCACAF est l'association regroupant les fédérations nationales d'Amérique du Nord, d'Amérique centrale et des Caraïbes
- La CONMEBOL est l'association regroupant les fédérations nationales d'Amérique du Sud
- La CAF est l'association regroupant les fédérations nationales d'Afrique
- L'UEFA est l'association regroupant les fédérations nationales d'Europe
- L'AFC est l'association regroupant les fédérations nationales d'Asie.
- L’OFC est l’association regroupant les fédérations nationales d’Océanie

## Équipes nationales
| Équipes               | Période   | Diffuseurs    | Observations       |
| --------------------- | --------- | ------------- | ------------------ |
| Équipe des États-Unis | 2023-2026 | L'Équipe Live | 10 matchs amicaux. |
| Équipe du Brésil      | 2023-2026 | L'Équipe Live | 8 matchs amicaux.  |

## Compétitions internationales des clubs

### Ligue des champions
| Diffuseurs | Période   | Observations |
| --- | --------- | --- |
| TF1 et Canal+ | 1999-2003 | En février 1999, l'UEFA annonce que Canal+ et TF1 se partageront la diffusion de la Ligue des champions pour les saisons 1999-2000 à 2002-2003. Les deux chaînes proposent 16 matchs par saison de la Ligue des Champions, et TF1 est le diffuseur de la finale. Les droits, acquittés au total par les deux chaînes, s'élèvent à 2,3 milliards de francs soit plus de 80 millions d'euros par saison. |
| TF1 et Canal+ | 2003-2006 | L'UEFA annonce en mars 2003 que Canal+ et TF1 se partageront la diffusion de la Ligue des champions pour les saisons 2003-2004, 2004-2005 et 2005-2006. Canal+ diffuse l'intégralité de la compétition sur ses antennes en crypté et TF1 diffuse en clair le match de premier choix de chaque journée. |
| TF1 et Canal+ | 2006-2009 | L'UEFA annonce en février 2005 la mise aux enchères des droits de diffusion de la Ligue des champions pour les saisons 2006-2007, 2007-2008 et 2008-2009. L'UEFA annonce fin-août 2005 que les diffuseurs pour la période 2006-2009 seront Canal+ et TF1. Cette dernière peut choisir le match de la journée et le diffuser en clair. Canal+ diffuse le reste des rencontres en crypté. Selon les estimations de la revue Stratégies, TF1 paierait environ 33 millions d'euros par saison et Canal+ environ 26,5 millions. |
| TF1 et Canal+ | 2009-2012 | En décembre 2008, l'UEFA attribue à nouveau les droits de diffusions des saisons 2009-2010, 2010-2011 et 2011-2012 à TF1 et Canal+. TF1 diffuse 13 matchs de son choix, soit un par tour ou chaque semaine de matchs européens, ainsi que la finale. En plus des matchs, le Groupe Canal+ décroche les droits de diffusions d'un magazine exclusif les soirs de matchs sur ses chaînes (Canal+, Canal+ Sport, Sport+ ou Foot+). Les deux groupes s'acquittent de droits s'élevant à 30 millions d'euros environ par saison. |
| beIN Sports, Canal+ et TF1 (finale)                                                                                          | 2012-2015 | L'arrivée d'Al Jazeera Sports (dont le bouquet de chaînes beIN Sports est lancé le 1er juin 2012) modifie le contexte économique des droits sportifs en France. L'UEFA lui attribue 4 des 5 lots de diffusion de la Ligue des champions en décembre 2011. Cela représente au total 133 matchs par saison, pour les saisons 2012-2013 à 2014-2015. Cependant, le dernier lot, comportant la finale et treize autres affiches est attribué une semaine plus tard à Canal+ (l'offre de TF1 ayant été jugée insuffisante). Canal+ choisit de négocier avec TF1 qui conserve la diffusion de la finale de chaque saison. |
| beIN Sports, Canal+ et C8 (rediffusion des matchs de Canal+, diffusion de la finale de 2016 à 2018 et 1 demi-finale en 2018) | 2015-2018 | Pour les barrages de qualification, Canal+ diffuse une affiche de 1er choix sans club français et beIN Sports diffuse tous les autres matchs. À partir de la phase de poules, Canal+ diffuse un match de club français le mercredi et BeIn Sports diffuse tous les autres des matchs . À partir des 8e de finale, s'il y a deux ou trois clubs français Canal+ diffuse deux affiches le mercredi dont un match aller et un match retour de club français et s'il y a seulement une équipe française encore en lice, c'est beIN Sports qui diffuse les matchs du club français et Canal+ deux affiches de clubs étrangers pour les 8e et une affiche à partir des 1/4 de finale (toutes les autres affiches sont sur les antennes de BeIn Sports). C8 (anciennement D8) rediffuse vers 1h30 ou 2h du matin les matchs de Canal+ et co-diffuse la finale en direct avec BeIn Sports du fait son statut d'événement sportif d'importance majeure. |
| RMC Sport, BFM TV (finale 2019) et TF1 (1 demi-finale et finale en 2020)                                                     | 2018-2020 | RMC Sport a été désigné par l'UEFA comme diffuseur exclusif de la Ligue des champions en France pour la période 2018-2021. SFR paierait 350 millions d'euros par saison à l'UEFA dont 315 millions pour la Ligue des champions et 15 pour la Ligue Europa (également décernée à RMC Sport). Michel Combes annonce que RMC Sport devrait diffuser huit matches en direct et huit matches en différé par semaine de compétition pendant les phases de poules. En mars 2019, le groupe Altice annonce que la finale sera diffusée en clair sur BFM TV. Le 23 juillet 2020, TF1 annonce qu'il diffusera la finale de l'édition 2019-2020 prévue le 23 août. Le 17 août 2020, TF1 annonce qu'un accord a été trouvé avec le groupe Altice, maison mère de RMC Sport et détentrice des droits de la compétition, pour diffuser en clair, la demi-finale de ligue des champions Lyon-Bayern le 19 août 2020.                                          |
| RMC Sport, Téléfoot et RMC Story (finale)                                                                                    | 2020-2021 | Le 27 juillet 2020, Altice France et Mediapro trouvent un accord de diffusion pour la nouvelle chaîne Téléfoot qui comprend également un accord de co-diffusion de la Ligue des champions en France pour la saison 2020-2021. Conformément à la réglementation sur les événements sportifs d'importance majeure, la finale de la Ligue des champions est diffusée en clair sur RMC Story. |
| beIN Sports, Canal+, RMC Sport, TF1 (finale)                                                                                 | 2021-2024 | Le Groupe Canal+ est le grand vainqueur de l'appel d'offres pour la période 2021-2024. Il obtient les lots 1A (qui contient la meilleure affiche du mardi), et le lot 1B (qui contient la meilleure affiche du mercredi ainsi que la finale). beIN Sports obtient le lot 2 qui comporte tous les autres matchs. Enfin, TF1 s'offre le lot 3 réservé à la diffusion en clair qui contient uniquement la finale. Le montant total de l'appel d'offres atteindrait les 375M d'€. En juillet 2021, Canal+ trouve un accord de co-diffusion pour les lots 1A et 1B avec RMC Sport. En 2023, le Groupe M6, diffuse les matchs du 3e tour qualificatif de l'Olympique de Marseille. |
| Canal+ et M6 (finale) | 2024-2027 | Le groupe Canal+ remporte l'intégralité des droits des Coupes d'Europe en juin 2022. La chaîne cryptée payera 480 millions d'euros par saison à partir de 2024-2025. L'appel d'offre voit aussi la victoire de M6 qui remporte le lot C comprenant la diffusion de la finale en clair, une première pour cette chaîne . En 2025, la plate-forme de streaming suédoise Solidsport diffuse le match aller du 3e tour qualificatif opposant l’OGC Nice au Benfica Lisbonne en pay-per-view et le match retour est diffusé sur les chaînes BFM Locales ainsi que sur les chaînes YouTube et Twitch de RMC Sport. |

### Ligue Europa (Coupe UEFA jusqu'en 2009)
| Diffuseurs | Période   | Observations |
| --- | --------- | --- |
| Canal+, TF1 et France Télévisions (finale) | 2001-2004 | En mai 2001, le duo TF1 et Canal+ décroche les droits de diffusion de la Coupe UEFA jusqu'à la saison 2003-2004. France Télévisions acquiert la diffusion de la finale . |
| Canal+ et M6 | 2004-2006 | M6 acquiert en octobre 2004 les droits de diffusion de la finale de la Coupe UEFA pour les saisons 2004-2005 et 2005-2006. M6 aurait largement surenchéri par rapport aux offres des années précédentes pour acquérir ces droits de diffusion. Ces droits couvrent aussi ceux de la diffusion de la Super-Coupe. |
| Canal+ et Groupe M6 | 2006-2009 | M6 acquiert en juin 2006 les droits de diffusion de la Coupe UEFA pour les saisons 2006-2007 à 2008-2009. M6 et W9 peuvent ainsi diffuser des matchs de la compétition à partir des quarts de finale. Ces droits couvrent aussi ceux de la diffusion de la Super-Coupe. À noter que M6 avait déjà signé un accord particulier avec l'Olympique de Marseille qui lui confère un droit de préemption pour la diffusion de ses matchs en Coupe de l'UEFA et Coupe Intertoto. De plus, le groupe M6 est propriétaire des Girondins de Bordeaux, et à ce titre, il diffuse quelques-uns de ses matchs dans cette compétition sur W9 (plus rarement sur M6). M6 achète également des matchs d'autres clubs français, notamment en phase de poules. Les chaines, TMC, Direct 8, Paris Première, RTL9, NT1 et OM TV ont diffusé quelques matchs exceptionnellement en direct, les clubs étant libres de négocier au plus offrant. Tous les matchs de la compétition sont par ailleurs diffusés gratuitement sur un site de Direct 8. |
| Canal+ et Groupe M6 | 2009-2012 | La Coupe UEFA devient la Ligue Europa à partir de la saison 2009-2010, et les droits sont désormais centralisés et gérés par l'UEFA. Le contrat, qui court jusqu'à la saison 2011-2012, est attribué à M6 et Canal+. M6 diffuse une affiche de son choix à chaque journée, soit sur W9, soit sur M6 de façon occasionnelle, la finale de la compétition, ainsi que des magazines qui y sont consacrés. Canal+ de son côté diffuse le reste des matchs sur Canal+ Sport, Sport+ et Foot+. |
| beIN Sports et W9 | 2012-2015 | Tandis que W9 prolonge son contrat en conservant les matchs de premier choix et la finale, beIN Sports ravit à Canal+ les droits de diffusion des autres matchs de la compétition. La chaîne diffuse tous les matchs, y compris celui diffusé sur W9, et co-diffuse la finale avec W9. |
| beIN Sports, W9 et M6 (pour la finale de l'Olympique de Marseille en 2018)                                                                       | 2015-2018 | W9, qui appartient au Groupe M6, et beIN Sports prolongent leur contrat pour les saisons 2015-2016 à 2017-2018. W9 (ou M6) continue de diffuser une affiche par journée et la finale, ainsi qu'un magazine consacré à la compétition. beIN Sports conserve les droits de diffusion en direct de l'intégralité de la Ligue Europa. |
| RMC Sport et RMC Story (et Téléfoot en 2020-2021)                                                                                                | 2018-2021 | RMC Sport a obtenu les droits exclusifs de la compétition et annonce par la suite qu'elle co-diffusersa également une affiche à chaque journée sur sa chaîne filiale de la TNT RMC Story. Le 27 juillet 2020, Altice France et Mediapro trouvent un accord pour la nouvelle chaîne Téléfoot qui comprend également un accord de co-diffusion des compétitions européennes pour la saison 2020-2021. |
| RMC Sport, Canal+ Sport, (puis Canal+ Foot dès 2022) W9 et M6 (pour les 1/2 finales entre aller et retour pour l'Olympique de Marseille en 2024) | 2021-2024 | Canal+ Sport (puis Canal+ Foot dès 2022) et W9 co-diffusent une affiche de chaque journée de Ligue Europa ou de Ligue Europa Conference, ainsi que la finale. RMC Sport obtient les droits des autres rencontres après la disparition de Mediapro qui avait remporté initialement ce lot. À noter qu'Altice a co-diffusé en clair quelques matchs détenus par RMC Sport : - Lors de la saison 2021-2022, plusieurs matchs de poule des clubs français sur RMC Story. - Lors de la saison 2022-2023, le barrage FC Barcelone-Manchester United sur RMC Story. - Lors de la saison 2023-2024, le match de poule Toulouse-Liverpool sur RMC Story, le barrage retour Rennes-AC Milan et le huitième de finale aller AS Roma-Brighton sur RMC Découverte. |
| Canal+ | 2024-2027 | Canal+ est le vainqueur de l'appel d'offre des droits de la Ligue Europa et devient diffuseur exclusif à partir de 2024. |

### Ligue Europa Conférence
| Diffuseurs                                                | Période   | Observations |
| --------------------------------------------------------- | --------- | --- |
| RMC Sport, Canal+ Sport (puis Canal+ Foot dès 2022) et W9 | 2021-2024 | Canal+ Sport (puis Canal+ Foot dès 2022) et W9 co-diffusent une affiche de chaque journée de Ligue Europa ou de Ligue Europa Conference, ainsi que la finale. RMC Sport obtient les droits des autres rencontres après la disparition de Mediapro qui avait remporté initialement ce lot. Lors de la saison 2021-2022, quelques matchs de poule des clubs français proposés sur RMC Sport ont également été diffusés en clair sur RMC Story. |
| Canal+                                                    | 2024-2027 | Canal+ remporte l'intégralité de la Ligue Europa Conférence pour la période 2024-2027. |

### Autres compétitions
| Organisateur | Compétitions                                                                                                | Diffuseurs                                                             | Période       | Observations |
| ------------ | --- | ---------------------------------------------------------------------- | ------------- | --- |
| FIFA         | Coupe du monde des clubs de la FIFA                                                                         | Sport+                                                                 | 2006-2010     | |
| FIFA         | Coupe du monde des clubs de la FIFA                                                                         | Eurosport                                                              | 2011-2014     | En 2011 et 2012, NT1 a co-diffusé avec Eurosport les demi-finales et la finale. |
| FIFA         | Coupe du monde des clubs de la FIFA                                                                         | Canal+                                                                 | 2015          | |
| FIFA         | Coupe du monde des clubs de la FIFA                                                                         | Non diffusée                                                           | 2016          | |
| FIFA         | Coupe du monde des clubs de la FIFA                                                                         | beIN Sports                                                            | 2017-2018     | |
| FIFA         | Coupe du monde des clubs de la FIFA                                                                         | L'Équipe                                                               | 2019 à 2021   | L'Équipe diffuse en clair la finale de l'édition 2019. En 2020 et 2021, L'Équipe diffuse les demi-finales sur son site internet, et la finale sur L'Équipe. |
| FIFA         | Coupe du monde des clubs de la FIFA                                                                         | Canal+                                                                 | 2022          | |
| FIFA         | Coupe du monde des clubs de la FIFA                                                                         | L'Équipe                                                               | 2023          | |
| FIFA         | Coupe du monde des clubs de la FIFA                                                                         | DAZN et TF1                                                            | 2025          | DAZN diffuse gratuitement l'intégralité de la compétition. TF1 a obtenu la co-diffusion du match Paris SG-Atlético Madrid et de la finale. |
| CONCACAF     | Coupe des champions de la CONCACAF                                                                          | Ma Chaîne Sport                                                        | jusqu'en 2016 | |
| CONCACAF     | Coupe des champions de la CONCACAF                                                                          | YouTube RMC Sport et Twitch RMC Sport                                  | depuis 2024   | diffusion de plusieurs matchs avec notamment tous les matchs de l'Inter Miami et des Tigres UANL |
| CONMEBOL     | Copa Libertadores                                                                                           | RMC Sport 2                                                            | 2015- 2018    | Diffusion de l'intégralité de la compétition. |
| CONMEBOL     | Copa Libertadores                                                                                           | Canal+ Sport                                                           | 2019          | En 2019, le Groupe Canal+ diffuse la finale entre Club Atlético River Plate et Flamengo. |
| CONMEBOL     | Copa Libertadores                                                                                           | L'Équipe Live et L'Équipe (finale)                                     | 2021          | Diffusion sur la plateforme L'Équipe Live des demi-finales et de la finale sur L'Équipe. |
| CONMEBOL     | Copa Libertadores                                                                                           | OneFootball                                                            | 2022          | Diffusion de la finale sur OneFootball. |
| CONMEBOL     | Copa Libertadores                                                                                           | L'Équipe                                                               | 2023          | Diffusion de la finale. |
| CONMEBOL     | Copa Sudamericana                                                                                           | RMC Sport 2                                                            | 2015-2018     | Diffusion de l'intégralité de la compétition. |
| CONMEBOL     | Copa Sudamericana                                                                                           | L'Équipe Live                                                          | 2021          | Diffusion sur la plateforme L'Équipe Live des demi-finales et de la finale. |
| CONMEBOL     | Copa Sudamericana                                                                                           | 2022                                                                   | Aucun         | |
| CAF          | Ligue des champions de la CAF                                                                               | Groupe Canal+                                                          | jusqu'en 2016 | |
| CAF          | Ligue des champions de la CAF                                                                               | beIN Sports                                                            | depuis 2017-  | |
| CAF          | Coupe de la confédération                                                                                   | beIN Sports                                                            | depuis 2017-  | |
| CAF          | Supercoupe d'Afrique                                                                                        | Groupe Canal+                                                          | jusqu'en 2016 | |
| CAF          | Supercoupe d'Afrique                                                                                        | beIN Sports                                                            | depuis 2017-  | |
| UEFA         | Ligue des champions féminine (Droits TV vendus directement par les clubs, excepté la finale, jusqu'en 2021) | beIN Sports et Eurosport + France Télévisions (finale)                 | 2013-2015     | Les matchs du PSG et de l'OL sont diffusés par BeIn Sports. Eurosport diffuse quelques autres rencontres. France Télévisions et Eurosport co-diffusent la finale en 2015. |
| UEFA         | Ligue des champions féminine (Droits TV vendus directement par les clubs, excepté la finale, jusqu'en 2021) | beIN Sports et Canal+ Sport + France Télévisions et Eurosport (finale) | 2015-2017     | Les matchs du PSG sont diffusés sur beIN Sports et les matchs de l'OL sont diffusés par Canal+ Sport. En 2017, les deux matchs de Lyon en demi-finale sont retransmis sur C8. France Télévisions et Eurosport co-diffusent la finale. |
| UEFA         | Ligue des champions féminine (Droits TV vendus directement par les clubs, excepté la finale, jusqu'en 2021) | Canal+ Sport, L'Équipe + TFX (finale)                                  | 2017-2018     | Les rencontres de Montpellier (à domicile et certaines à l'extérieur) sur L'Équipe et les rencontres de l'Olympique lyonnais sur Canal+ Sport (OL TV pour un match). La finale est co-diffusée sur TFX et Canal+ Sport. |
| UEFA         | Ligue des champions féminine (Droits TV vendus directement par les clubs, excepté la finale, jusqu'en 2021) | beIN Sports et Groupe Canal+ + TMC puis W9 (finale)                    | 2018-2020     | Les rencontres du Paris SG sur beIN Sports et les rencontres de l'Olympique lyonnais sur Canal+ Sport. Canal+ et TMC co-diffusent la finale en 2019. Canal+ et W9 co-diffusent la finale en 2020. |
| UEFA         | Ligue des champions féminine (Droits TV vendus directement par les clubs, excepté la finale, jusqu'en 2021) | RMC Sport, RMC Story et beIN Sports + UEFA.tv et DAZN (finale)         | 2020-2021     | Les rencontres du Paris SG sur beIN Sports et les rencontres de l'Olympique lyonnais sur RMC Sport et RMC Story (également en différé sur BFM Lyon). En l'absence de club français, la finale n'est pas diffusé en clair à la télévision, aucune chaîne n'étant intéressée. |
| UEFA         | Ligue des champions féminine (Droits TV vendus directement par les clubs, excepté la finale, jusqu'en 2021) | DAZN et YouTube                                                        | 2021-2025     | Diffusion par DAZN de l'intégralité des matchs de la compétition, sur sa plateforme en ligne et sa chaîne YouTube, lors des saisons 2021/2022 et 2022/2023. Puis lors des saisons 2023/2024 et 2024/2025, diffusion intégrale payante sur DAZN, 19 matchs reste en clair sur YouTube dont la finale. Par ailleurs, cet accord entre l'UEFA et le « Netflix du sport » est mondial, en excluant la Chine et la zone Afrique du Nord-Moyen-Orient où les droits ont été acquis par d'autres diffuseurs. La finale de l'édition 2022 est co-diffusée sur TMC. La finale de l'édition 2025 est co-diffusée sur la chaîne L'Équipe. |
| UEFA         | Ligue des champions féminine (Droits TV vendus directement par les clubs, excepté la finale, jusqu'en 2021) | Disney+ et La chaîne l'Equipe                                          | 2025-2030     | Diffusion de l'intégralité de la compétition sur Disney+ et diffusion d'un match en clair par journée sur la chaîne L'Équipe. |
| UEFA         | Supercoupe de l'UEFA                                                                                        | beIN Sports                                                            | 2015-2017     | |
| UEFA         | Supercoupe de l'UEFA                                                                                        | RMC Sport                                                              | 2018-2020     | |
| UEFA         | Supercoupe de l'UEFA                                                                                        | Canal+ et RMC Sport                                                    | 2021-2023     | Pour la période 2021-2023, Canal+ obtient le lot A1 de la ligue des Champions qui comprend également la Supercoupe d'Europe. En juillet 2021, Canal+ et RMC Sport se mettent d'accord pour la co-diffusion du lot A1. |
| UEFA         | Supercoupe de l'UEFA                                                                                        | Canal+                                                                 | 2024-2026     | Canal+ remporte l'appel d'offre des coupes d'Europe qui comprend aussi la Supercoupe de l'UEFA. |
| UEFA         | UEFA Youth League                                                                                           | RMC Sport                                                              | 2018-2021     | OLTV diffuse les rencontres de poule de l'Olympique lyonnais lors de la saison 2018-2019 |
| UEFA         | UEFA Youth League                                                                                           | beIN Sports                                                            | 2021-2024     | |
| UEFA         | UEFA Youth League                                                                                           | Canal+                                                                 | 2024-2027     | |

- La CONCACAF est l'association regroupant les fédérations nationales d'Amérique du Nord, d'Amérique centrale et des Caraïbes
- La CONMEBOL est l'association regroupant les fédérations nationales d'Amérique du Sud
- La CAF est l'association regroupant les fédérations nationales d'Afrique
- L'UEFA est l'association regroupant les fédérations nationales d'Europe

## Compétitions françaises

### Ligue 1
| Diffuseurs | Période   | Observations |
| --- | --------- | --- |
| Canal+, TF1 (résumés puis en direct ou encore en différé), Antenne 2 et FR3 (barrage de relégation jusqu'en 1992), France 2 (barrage de relégation en 1993) et France 3 (jusqu'en 1994) | 1984-2001 | Canal+ détient les droits de diffusion du Championnat de France entre 1984 et 2001. Néanmoins Antenne 2 et FR3 puis France Télévisions obtient le droit de diffusion du match de barrage de promotion/relégation jusqu'en 1994 (fin du championnat avec cette formule). Le dernier match de barrage est diffusé sur France 2 le 9 juin 1993 à Cannes. Pour la période 1997-2001, Canal+ déboursait 800 millions de francs par an pour s’acquitter des droits de diffusion. TF1 diffuse les résumés des matchs à travers son émission du dimanche matin Téléfoot et retransmission en direct avec Canal+ ou en différé,. À cette époque, tous les matchs ont lieu le samedi à 20h, sauf un match décalé le dimanche à 20h. En 1997-1998, un deuxième match se joue également en même temps le dimanche, à 18h. En 1998-1999, la structure du dimanche passe à un match à 18h45 et un à 20h45. En 2000-2001, essai d'un troisième match décalé qui ne durera qu'une saison ; la structure d'une journée type est composée d'un match le samedi à 17h15, du multiplex le samedi à 20h et de deux match le dimanche à 17h et 20h45. |
| Canal+, TPS ; TF1 et France 3 (résumés) | 2001-2004 | Le lancement de TPS en décembre 1996 modifie la situation. En concurrence avec Canal+, l'opérateur de bouquet satellite propose une offre en forte augmentation par rapport à ce que déboursait Canal+ pour la période 1997-2001. En 1999, la LNF décide de partager les droits entre Canal+, qui en conserve une grande partie, et TPS qui fait ainsi son entrée dans le domaine du sport. Canal+ débourse désormais 823 millions d'euros et TPS environ 477 millions d'euros soit un total de 1,3 milliard d'euros pour 3 ans et 325 millions d'euros par an. 1 milliard de francs ont été versés en avance au football français pour la saison 1999-2000. TF1 diffuse les résumés des matchs à travers son émission du dimanche matin Téléfoot. Outre ce magazine du dimanche, la LNF attribue pour 6,1 millions d'euros par an à France Télévisions les droits de diffusion d'un magazine hebdomadaire diffusé le lundi. Entre 2001 et 2004, Foot 3 diffusé sur France 3 revient sur la Ligue 1 et la Ligue 2 pendant 35 minutes chaque lundi. La structure d'une journée type est composée d'un match décalé le vendredi (rare) ou dimanche à 20h45, d'un match le samedi à 17h15, et de sept matchs en multiplex le samedi à 20h. |
| Canal+, TPS, TF1 (résumés) | 2004-2005 | TPS et Canal+ conservent leurs droits respectifs. Le montant est une nouvelle fois en hausse, Canal+ verse 305 millions d'euros par an et TPS environ 70 millions, soit 375 millions d'euros en tout. TF1 continue de diffuser les résumés des matchs à travers son émission du dimanche matin Téléfoot. Initialement, Canal+ avait raflé l'exclusivité des droits de retransmission de la Ligue 1 pour les saisons 2004 à 2007 (moyennant 480 millions d'euros). Mais cette attribution par la LFP a été suspendue au début de l'année 2003 par le Conseil de la concurrence. À l'issue d'une médiation, la situation de la période 2001-2004 a été prolongée pour la saison 2004-2005. La structure d'une journée type est composée d'un match décalé le vendredi (rare) ou dimanche à 20h45, d'un match le samedi à 17h15, et de sept matchs en multiplex le samedi à 20h. |
| Canal+, TF1 (résumés de 2005 à 2007), France 2 (résumés en 2007-2008) | 2005-2008 | En février 2004, le gouvernement publie un décret qui fixe les principes généraux de l'appel d'offres pour la période 2005-2008. Celui-ci est prévu pour le mois d'octobre de la même année. Le 13 décembre 2004, Canal+ fait une offre de 600 millions d'euros en moyenne par an pour la diffusion exclusive de la Ligue 1 soit un montant nettement supérieur au prix de réserve de 450 millions d'euros fixé par la Ligue de football professionnel. Jusqu'en 2007, c'était TF1 qui diffusait les résumés des matchs à travers son émission du dimanche matin Téléfoot; mais à partir de 2007, c'est France 2 qui diffuse les résumés avec la nouvelle émission France 2 Foot. La structure d'une journée est alors composée d'un match le samedi à 17h15, de sept matchs en multiplex le samedi à 20h, d'un match le dimanche à 18h et d'un match le dimanche à 21h. |
| Canal+, Orange Sport | 2008-2012 | En février 2008, la LFP attribue les droits de diffusion de la Ligue 1 à deux opérateurs : Canal+ et Orange Sport. Canal+ verse chaque année 460 millions d'euros et Orange Sport, 208 millions. La LFP perçoit au total 668 millions d'euros par an, un peu plus qu'entre 2005 et 2008. Par ailleurs, Canal+ a acquis le droit des résumés des matchs du championnat en créant le Canal Football Club. La structure d'une journée est réorganisée et est composée en premier du multiplex, six matchs le samedi à 19h, puis un match décalé le samedi à 21h (Orange Sport), deux matchs le dimanche à 17h et d'un match le dimanche à 21h (Canal). |
| Canal+, beIN Sports | 2012-2016 | Après Orange Sport, c'est Al Jazeera Sports avec sa filiale beIN Sports qui vient concurrencer Canal+ sur la Ligue 1. La LFP attribue en juin 2011 les droits de diffusion à Canal+ et Al Jazeera Sports. La Ligue 1 est un enjeu stratégique pour Al Jazeera Sports qui en fait la vitrine de son groupe de chaînes sportives beIN Sports lancé en France le 1er juin 2012. Cependant, le retrait brutal d'Orange Sport déstabilise le marché et le montant des droits vendus par la LFP est en recul de 61 millions d'euros à 607 millions d'euros par an,. La structure d'une journée est composée d'un match le vendredi 20h30, d'un match le samedi à 17h (Canal), de cinq matchs en multiplex le samedi à 20h et de trois matchs le dimanche à 14h, 17h (Canal) et 21h (Canal). |
| Canal+, beIN Sports | 2016-2020 | En avril 2014, la LFP sélectionne les mêmes diffuseurs qu'en 2011, mais cette fois le montant des droits de diffusion est en forte hausse et atteint 726,5 millions d'euros par an. Canal+ va débourser un total de 540 millions d'euros par an et beIN Sports 186,5 millions d'euros par an. La LFP a anticipé son appel d'offres, qui devait avoir lieu initialement en septembre 2015, pour profiter de la concurrence entre Canal+ et beIN Sports. À partir de 2016, les droits TV se répartissent ainsi : le groupe Groupe Canal+ diffuse les trois plus belles affiches de chaque journée avec un match sur Canal+ Sport le vendredi soir à 20h45 et une deuxième affiche le samedi après-midi à 17h sur la chaîne premium Canal+ (possibilité de co-diffusion le vendredi soir ou samedi à 17h de 12 matchs par an par BeIn Sports). Les grands matchs du championnat sont proposés lors de l'affiche du dimanche soir sur la chaîne premium de Canal+ à 20h45 (puis 21h). Le reste de la compétition est diffusé par beIN Sports avec 4 ou 5 affiches le samedi soir à 20h, 1 affiche le dimanche à 15h et 1 ou 2 matchs à 17h dimanche après-midi. Les trois matchs de Canal+ sont aussi proposés sur les antennes de BeIn Sports en différé le soir à minuit. La LFP a également attribué des magazines avec Jour de foot sur Canal+ Sport le samedi soir à 23h15 et sur Canal+ deux rendez-vous le dimanche avec à 19h en clair le Canal Football Club et à 23h le magazine J+1. BeIn Sports a aussi obtenu des émissions avec Vendredi ligue 1 le vendredi soir à 22h45 et Dimanche Ligue 1 le mag le dimanche à 10h qui propose des résumés des matchs du vendredi et du samedi ainsi que des analyses. BeIn indique également la création du Football Show, un nouveau magazine bilan le lundi soir. Il est à noter que pour la saison 2017-2018, un match a été co-diffusé en direct sur C8, une chaine gratuite de la TNT appartenant au Groupe Canal+. Il s'agit de PSG - Troyes (15e journée) et représente une première depuis la diffusion de la Ligue 1/D1 à la télévision. Pour la saison 2018-2019, l'opération est renouvelée pour Reims - OM (23e journée). La structure d'une journée varie peu et reste composée d'un match le vendredi 20h45 (15 minutes d'écart), d'un match le samedi à 17h (17h30 pour la saison 2019-2020), de cinq matchs en multiplex le samedi à 20h et de trois matchs le dimanche à 15h (seule modification notable, ce match passant de 14 à 15h), 17h et 21h. |
| Canal+, Téléfoot, Free (extraits) | 2020-2021 | Canal+ ne décroche aucun lot lors de l'appel d'offres de la Ligue 1 pour la première fois depuis novembre 1984 et la création de la chaîne cryptée. L'agence Mediapro décroche les principaux lots pour la période 2020-2024 tandis que beIN Sports conserve un match le samedi soir et une affiche le dimanche après-midi à 17h. La LFP devrait toucher 1,153 milliard d'euros par an, une hausse marquée (+ 60 %) par rapport à la période précédente. Free obtient les droits numériques (extraits en quasi-direct) alors que plusieurs lots (dont les magazines du lundi et jeudi) ne sont pas immédiatement attribués, aucun soumissionnaire n'ayant atteint le prix de réserve, avant que Mediapro ne les achète finalement. En décembre 2019, Canal+ trouve un accord avec BeIn Sports pour racheter comptant (332 millions) en sous-licence les droits des matchs du samedi soir et du dimanche à 17h sur cette période. En août 2020, Mediapro crée la chaîne Téléfoot pour diffuser le championnat. En décembre 2020, Mediapro annonce l'arrêt prochain de la chaîne Téléfoot, le groupe étant incapable de payer les droits pour la diffusion de la Ligue 1 et de la Ligue 2. Après avoir trouvé un accord de retrait avec Mediapro (contre 100 millions d'euros d’indemnités), La LFP récupère ses droits et lance un nouvel appel d'offres pour attribuer les lots de Téléfoot à d'autres diffuseurs. Pendant toute la durée de la procédure, Téléfoot continue à diffuser la Ligue 1. L'appel d'offres s'avérera finalement être infructueux, aucun lot n'ayant reçu une offre atteignant le prix de réserve fixé par la Ligue. Le 4 février 2021, la LFP annonce qu'un accord de gré à gré a été trouvé avec le Groupe Canal+ permettant à la chaîne cryptée de diffuser en exclusivité l'ensemble des matchs de Ligue 1 pour une période allant de la 25e journée jusqu'à la fin de la saison 2020-2021 contre 35 millions d'euros en plus des 332 millions déjà payés pour le lot n°3. Mediapro avait seulement payé son échéance du mois d'août d'un montant de 172 millions d'euros, avant de faire défaut. Free a versé 42 millions d'euros pour les droits numériques. En y ajoutant les 100 millions d'euros d'indemnités demandés à Téléfoot, la LFP n'a touché que 681 millions d'euros sur les 1.153 milliard attendus (soit une perte de 472 millions d'euros). La structure d'une journée est complétement réorganisée avec un match le vendredi 21h, deux matchs le samedi à 17h et 21h, un match le dimanche à 13h, le multiplex de seulement quatre rencontres passant le dimanche (une première) à 15h, un match le dimanche à 17 h et un le dimanche à 20h45. |
| Prime Video, Canal+, Free (extraits) | 2021-2024 | En juin 2021, Amazon récupère les lots de Mediapro pour 250 millions d'euros (80 % de la Ligue 1 en exclusivité, dont les 10 meilleures affiches) et diffuse les rencontres sur Prime Video. beIN Sports récupère le lot n°3 (d'une valeur de 332 millions par an), sous-licencié à Canal+ la saison précédente. La chaîne cryptée a décidé de ne plus diffuser la Ligue 1 après son échec pour récupérer les lots de Mediapro, et a rompu en août 2021 son contrat avec la chaîne qatarie pour non-respect d'une clause. Finalement, Canal+ consent à diffuser ses deux affiches de Ligue 1 dont le choix 1. La majorité de ces rencontres n'est pas diffusée sur la chaîne Canal+ mais sur les canaux secondaires Canal+ Sport 360 ou Canal+ Foot. Free conserve son lot numérique des extraits en quasi-direct pour 42 millions d'euros. La nouvelle valorisation de la Ligue 1 est donc de 624 millions d'euros par an, soit une baisse de plus de 45 % par rapport à ce qui était initialement prévu sur cette période. La structure mise en place en 2020 reste valable avec un match le vendredi 21h, deux matchs le samedi à 17h et 21h, un match le dimanche à 13h, le multiplex de seulement quatre rencontres le dimanche à 15h, un match le dimanche à 17 h et un le dimanche à 20h45. |
| DAZN, beIN Sports, TF1 et France Télévisions (résumés)Free (Avec colaboration avec DAZN buts et temps fort en quasi direct)                                                             | 2024-2025 | Après de très longs échanges, le CA de LFP trouve un acccord en juillet 2024 pour la diffusion de 8 rencontres sur DAZN et la neuvième sur beIN Sports pour un montant de 400M et 100M pour un total de 500M. La structure varie avec la suppression du match du dimanche à 13h, l'ajout de la case samedi 19h et le multiplex décalé le dimanche de 15h à 17h. Quelques jours plus tard, la Ligue attribue les magazines de semaine à France Télévisions et le magazine du dimanche matin à TF1, qui diffusera les images dans Téléfoot. En mai 2025 la LFP annonce la fin du contrat avec DAZN. |
| Ligue 1+, beIN Sports, TF1 et France Télévisions (résumés) | 2025-2026 | A la suite d'une saison décevante en terme d'abonnements, DAZN, diffuseur du championnat annonce avec la LFP la rupture du contrat de diffusion de la Ligue 1. 85 millions d'euros sont versés par le diffuseur à la LFP. Le jeudi 10 juillet, Nicolas de Tavernost, Président de LFP Médias annonce la création de la chaine Ligue 1+ pour la diffusion de 8 des 9 matchs de Ligue 1 sur cette nouvelle plateforme. beIN Sports conserve pour la saison son contrat lui permettant la diffusion de l'affiche du Samedi 17h contre 80 millions d'euros. Plusieurs anciennes figures de Téléfoot la Chaine ou de Prime Vidéo comme Thibault Le Rol, Marina Lorenzo, Leslie Boitrel, Smaïl Bouabdellah ou encore le consultant Benoit Cheyrou. Xavier Domergue et Sébastien Dupuis viennent compléter le casting de Ligue 1+. beIN Sports conserve un match. Une journée type se présente ainsi : 1 match le vendredi soir à 20h45 sur Ligue 1+, un match le samedi à 17h sur beIN Sports, un match le samedi à 19h et à 21h05 sur Ligue 1+, un match le dimanche à 15h sur Ligue 1+, le multiplex de 3 matchs à 17h15 sur Ligue 1+ et le match du dimanche soir à 20h45 sur Ligue 1+, précédé d'un magazine en clair. Lors de la première journée, la diffusion de la soirée du dimanche soir, comportant notamment le magazine et le match Nantes- Paris SG a été diffusé en clair. Les magazines ont également été diffusés sur la chaîne YouTube de la Ligue 1. Le dimanche, sur le canal 24h/24 de Ligue 1+, tout le dimanche a été diffusé en clair. |

#### Évolution du prix des droits de retransmissions
| Période   | Canal+ | TPS | Orange | beIN Sports | Mediapro | Free | Amazon | DAZN | Ligue 1+ | Total                                                |
| --------- | ------ | --- | ------ | ----------- | -------- | ---- | ------ | ---- | -------- | ---------------------------------------------------- |
| 2001-2004 | 206    | 119 |        |             |          |      |        |      |          | 325                                                  |
| 2004-2005 | 305    | 70  |        |             |          |      |        |      |          | 375                                                  |
| 2005-2008 | 600    |     |        |             |          |      |        |      |          | 600                                                  |
| 2008-2012 | 460    |     | 208    |             |          |      |        |      |          | 668                                                  |
| 2012-2016 | 404    |     |        | 203         |          |      |        |      |          | 607                                                  |
| 2016-2020 | 540    |     |        | 186,5       |          |      |        |      |          | 726,5                                                |
| 2020-2021 | 367    |     |        |             | 272      | 42   |        |      |          | 681                                                  |
| 2021-2024 | 332    |     |        |             |          | 42   | 250    |      |          | 624                                                  |
| 2024-2025 |        |     |        | 100         |          |      |        | 400  |          | 500                                                  |
| 2025-2026 |        |     |        | 80          |          |      |        | 85   | Variable | 165 (hors droits internationaux et part de Ligue 1+) |

### Ligue 2
| Diffuseurs                                                                         | Période   | Observations |
| ---------------------------------------------------------------------------------- | --------- | --- |
| Eurosport et France Télévisions (barrage de fin de saison jusqu'en 1994)           | 1993-2004 | TV Sport diffuse alors la Ligue 2 jusqu'en mars 1993 puis devient Eurosport et décroche en juillet 1999 la diffusion exclusive des matchs de la Ligue 2 pour les saisons 2001-2002 à 2003-2004. La ligue 2 se joue le samedi à 20h, sauf un match décalé (le vendredi 20h ou dimanche 18h) à partir des années 2000. |
| Eurosport et France Télévisions (barrage de fin de saison jusqu'en 1994)           | 2004-2007 | Eurosport décroche à nouveau en novembre 2002 les droits de diffusion exclusifs des matchs de la Ligue 2 pour les saisons 2004-2005 à 2006-2007. Eurosport s'acquitte de 15 millions d'euros de droits par saison au titre de la diffusion du championnat. La ligue 2 passe le vendredi à 20h (un match à 20h30), sauf un match décalé le lundi à 20h45. |
| Eurosport, Ma Chaîne Sport                                                         | 2007-2010 | Le 30 mars 2007, la LFP attribue la diffusion du match du lundi soir de Ligue 2 à Eurosport pour les saisons 2007-2008 à 2009-2010. Cependant, la LFP échoue à désigner un diffuseur pour l'affiche du vendredi soir. Il faudra attendre le 16 juin 2007 pour que la Ligue attribue ce droit s'élevant à 5 millions d'euros par saison au groupe Noos-Numericable qui le diffuse sur Ma Chaîne Sport. En tout, la LFP perçoit 15 millions d'euros de droits de diffusion par saison. Pas de changement de la grille horaire. |
| Eurosport, CFoot                                                                   | 2010-2012 | Plusieurs candidats répondent à l'appel d'offres de la LFP pour l'attribution des droits de la Ligue 2 : Eurosport, Numericable, France Télévisions et Orange. Au terme du processus de sélection, Eurosport obtient les droits de diffusion du match du lundi soir jusqu'en 2012. Ces droits étaient précédemment détenus par Noos-Numericable. Le reste des matchs n'est attribué à aucun des candidats puisque la LFP décide de créer sa propre chaîne CFoot à qui sont attribués les droits de diffusion du reste des rencontres et qui commence à émettre le 28 juillet 2011. Le contrat avec CFoot qui devait échoir en 2014 s'achève finalement en 2012 et la LFP relance un appel d'offres au début de 2012. CFoot ferme à la fin de la saison 2011-2012 le 31 mai 2012. À partie de 2011-2012 un match passe le samedi à 14h30, reste huit matchs au multiplex du vendredi. |
| beIN Sports, Eurosport                                                             | 2012-2016 | Le 18 juin 2012, la LFP attribue à beIN Sports la majorité des droits de la Ligue 2 avec notamment les droits de diffusion des 8 matchs du vendredi soir en multiplex et d'un match le samedi. Eurosport conserve les droits de diffusion du match du lundi soir jusqu'en 2016. Avec un match de ligue 1 le vendredi 21h, la ligue 2 passe initialement le vendredi à 18h45, sauf un match décalé le samedi à 14h et un le lundi à 20h30. Toutefois devant la désertion des stades, dès janvier 2013 le créneau revient 20h. |
| beIN Sports, Canal+ Sport                                                          | 2016-2020 | beIN Sports conserve la diffusion des matchs du vendredi 20h et du match du samedi qui passe pour cette période à 15h. Cependant, pour la diffusion du match du lundi soir, la diffusion se fera sur Canal+ Sport à partir de 2016 ce qui signifie qu'Eurosport, diffuseur historique de la Ligue 2 ne diffuse plus le championnat à partir de la saison 2016-2017. (Le match du lundi soir est aussi proposé en différé sur BeIn Sports). La structure en place depuis 2011 (huit matchs le vendredi 20h, un le samedi, un le lundi) reste en place. Seule modification le match du samedi passe de 14h à 15h. À partir de 2017-2018 le match du lundi passe à 20h45. |
| Téléfoot, beIN Sports                                                              | 2020-2021 | Pour la période 2020-2024, le multiplex des matchs du vendredi soir, qui sera dorénavant disputé samedi soir à 19h, est attribué à l'agence Mediapro tandis que beIN Sports conserve le match du samedi de 15h et obtient le match du lundi soir qui auparavant était diffusé sur Canal+ Sport. En août 2020, Mediapro crée la chaîne Téléfoot pour diffuser le championnat. En décembre 2020, Mediapro annonce l'arrêt prochain de la chaîne Téléfoot, le groupe étant incapable de payer les droits pour la diffusion de la Ligue 1 et de la Ligue 2. Après avoir trouvé un accord de retrait avec Mediapro, La LFP récupère ses droits et lance un nouvel appel d'offres pour attribuer les lots de Téléfoot à d'autres diffuseurs. Pendant toute la durée de la procédure, Téléfoot continue à diffuser la Ligue 2. L'appel d'offres s'avérera finalement être infructueux, aucun lot n'ayant reçu une offre atteignant le prix de réserve fixé par la Ligue. Le 4 février 2020, la LFP annonce qu'un accord a été trouvé avec le groupe Canal+ permettant à la chaîne cryptée de diffuser 8 des 10 matchs de Ligue 2 pour une période allant de la 25e journée jusqu'à la fin de la saison. Une semaine plus tard, beIN Sports annonce avoir conclu un accord avec la chaîne cryptée pour la diffusion en exclusivité de l'intégralité des matchs de la Ligue 2 BKT pour la suite de la saison 2020/2021. Avec le passage du multiplex de la ligue 1 au dimanche, la ligue 2 récupère les matchs le samedi : la structure d'une journée est constituée d'un match le samedi à 15h, huit matchs le samedi à 19h, et le match décalé du lundi 20h45. |
| Prime Video, beIN Sports, L'Équipe (multiplex en 21-22, 1 match en 22-23 et 23-24) | 2021-2024 | Pour la période 2021-2024, les rencontres sont diffusées sur Prime Video (80 % des rencontres), qui récupère pour 9 millions d'euros les lots détenus par Mediapro, et beIN Sports, qui conserve son lot des 2 meilleurs matchs par journée pour 30 millions d'euros. Le multiplex est diffusé sur la chaîne gratuite L'Équipe pour la saison 2021-2022 (chaque affiche est retransmise en intégralité par Prime Video). À partir de la saison 2022-2023 L'Équipe ne co-diffuse plus qu'une seule affiche du multiplex par journée (le multiplex est sur Prime Video). |
| beIN Sports                                                                        | 2024-2029 | Pour la période 2024-2029, les rencontres sont diffusées sur beIN Sports. Le multiplex revient le vendredi à 20h, tandis que trois matchs décalés ont lieu le samedi à 14h et 20h et le lundi à 20h45. |

#### Évolution du prix des droits de retransmissions
| Période   | Eurosport | Numéricable | BeIn Sports | Canal+ | Mediapro | Amazon | Total |
| --------- | --------- | ----------- | ----------- | ------ | -------- | ------ | ----- |
| 2001-2004 | 9         |             |             | *1     |          |        | 9     |
| 2004-2007 | 15        |             |             |        |          |        | 15    |
| 2007-2010 | 10        | 5           |             |        |          |        | 15    |
| 2010-2012 | 10        |             |             |        |          |        | 10*2  |
| 2012-2016 | 6         |             | 12          |        |          |        | 18    |
| 2016-2020 |           |             | 12          | 10     |          |        | 22    |
| 2020-2021 |           |             | 30          |        | 34       |        | 64    |
| 2021-2024 |           |             | 30          |        |          | 9      | 39    |
| 2024-2029 |           |             | 40          |        |          |        | 40    |

*1:Pay-per-view sur canal+
*2:Sans compter CFoot

### Coupe de la Ligue
| Diffuseurs                   | Période   | Observations |
| ---------------------------- | --------- | --- |
| France Télévisions           | 1997-1999 | La Coupe de la Ligue est diffusée sur TF1 jusqu'en 1997 mais la LFP attribue en 1997 les droits de diffusion de la Coupe de la Ligue à France 3, puis en juillet 1999, France Télévisions renouvelle son contrat avec la Ligue pour 220 millions de francs sur trois ans. France Télévisions renouvelle encore une fois son contrat avec la Ligue pour la période 2003-2006, elle s'acquitte alors de droits s'élevant à une trentaine de millions d'euros par saison. En avril 2005, lorsque la LFP lance un appel d'offres pour la période 2006-2009, Canal+ se porte candidat. Pourtant, le 25 avril 2006, France Télévisions remporte l'appel d'offres et décroche ainsi les droits de diffusion de la Coupe de la Ligue pour une somme de 34,5 millions d'euros par saison jusqu'en 2009. |
| France Télévisions           | 1999-2003 | La Coupe de la Ligue est diffusée sur TF1 jusqu'en 1997 mais la LFP attribue en 1997 les droits de diffusion de la Coupe de la Ligue à France 3, puis en juillet 1999, France Télévisions renouvelle son contrat avec la Ligue pour 220 millions de francs sur trois ans. France Télévisions renouvelle encore une fois son contrat avec la Ligue pour la période 2003-2006, elle s'acquitte alors de droits s'élevant à une trentaine de millions d'euros par saison. En avril 2005, lorsque la LFP lance un appel d'offres pour la période 2006-2009, Canal+ se porte candidat. Pourtant, le 25 avril 2006, France Télévisions remporte l'appel d'offres et décroche ainsi les droits de diffusion de la Coupe de la Ligue pour une somme de 34,5 millions d'euros par saison jusqu'en 2009. |
| France Télévisions           | 2003-2006 | La Coupe de la Ligue est diffusée sur TF1 jusqu'en 1997 mais la LFP attribue en 1997 les droits de diffusion de la Coupe de la Ligue à France 3, puis en juillet 1999, France Télévisions renouvelle son contrat avec la Ligue pour 220 millions de francs sur trois ans. France Télévisions renouvelle encore une fois son contrat avec la Ligue pour la période 2003-2006, elle s'acquitte alors de droits s'élevant à une trentaine de millions d'euros par saison. En avril 2005, lorsque la LFP lance un appel d'offres pour la période 2006-2009, Canal+ se porte candidat. Pourtant, le 25 avril 2006, France Télévisions remporte l'appel d'offres et décroche ainsi les droits de diffusion de la Coupe de la Ligue pour une somme de 34,5 millions d'euros par saison jusqu'en 2009. |
| France Télévisions           | 2006-2009 | La Coupe de la Ligue est diffusée sur TF1 jusqu'en 1997 mais la LFP attribue en 1997 les droits de diffusion de la Coupe de la Ligue à France 3, puis en juillet 1999, France Télévisions renouvelle son contrat avec la Ligue pour 220 millions de francs sur trois ans. France Télévisions renouvelle encore une fois son contrat avec la Ligue pour la période 2003-2006, elle s'acquitte alors de droits s'élevant à une trentaine de millions d'euros par saison. En avril 2005, lorsque la LFP lance un appel d'offres pour la période 2006-2009, Canal+ se porte candidat. Pourtant, le 25 avril 2006, France Télévisions remporte l'appel d'offres et décroche ainsi les droits de diffusion de la Coupe de la Ligue pour une somme de 34,5 millions d'euros par saison jusqu'en 2009. |
| France Télévisions           | 2009-2012 | La LFP attribue le 26 juin 2009 l'attribution des droits de diffusion de la Coupe de la Ligue à France Télévisions pour les saisons 2009-2010 à 2011-2012. France Télévisions annonce prévoir la diffusion de 16 matchs en direct par saison, y compris des matchs de tour préliminaire, une exposition accrue grâce à la montée en puissance de la chaîne France 4 en complément de France 2 et France 3. Le groupe prévoit aussi une meilleure exposition de la compétition sur Internet avec la mise en place d'une offre de vidéo à la demande des temps forts des matchs,. |
| France Télévisions           | 2012-2016 | En janvier 2012, la LFP attribue à nouveau à France Télévisions l'intégralité des droits de diffusion de la Coupe de Ligue pour la période 2012-2016. |
| Canal+ et France Télévisions | 2016-2020 | La LFP annonce le 16 décembre 2015 que les droits de diffusion de la Coupe de la Ligue sont attribués à Canal+ et France Télévisions pour les saisons 2016-2017 à 2019-2020. Canal+ diffuse l'intégralité de la compétition, tandis que France Télévisions co-diffuse la meilleure affiche (à partir des 16e de finale) sur France 2, France 3 ou France 3 Régions. |
| Arrêt de diffusion           |           | La LFP annonce la suspension de la Coupe de la Ligue à partir de 2020, faute de diffuseur intéressé. |

### Coupe de France
| Diffuseurs                        | Période   | Observations |
| --------------------------------- | --------- | --- |
| TF1 et Eurosport                  | 1997-2006 | TF1 détient les droits de diffusion de la Coupe de France jusqu'en 2006. La chaîne débourse près de 11 millions d'euros par saison de droits de diffusion et Eurosport diffuse plus de matchs de Coupe de France. |
| France Télévisions et Eurosport   | 2006-2010 | Le 6 avril 2006, la Fédération française de football annonce qu'elle sélectionne France Télévisions et Eurosport pour la diffusion de la Coupe de France entre 2006 et 2010. Le groupement verse 14,150 millions d'euros de droits de diffusion par saison. M6 dont l'offre qualitative est jugée « globalement meilleure » n'est pas sélectionnée du fait du prix trop faible qu'elle proposait. |
| France Télévisions et Eurosport   | 2010-2014 | Le groupement France Télévisions / Eurosport est reconduit pour quatre saisons. |
| France Télévisions et Eurosport   | 2014-2018 | Le 30 janvier 2014, la Fédération française de football annonce qu'elle accorde à nouveau les droits de diffusion au groupement France Télévisions et Eurosport. La FFF a alors sélectionné France Télévisions et Eurosport pour un lot commun à trois compétitions : la Coupe de France masculine, la Coupe de France féminine et le Championnat de première division féminin. (16M€ par saison) |
| France Télévisions et Eurosport   | 2018-2022 | En 2017, la Fédération française de Football annonce le renouvellement, jusqu’à la saison 2021-2022, de son partenariat avec France Télévisions qui co-diffuse un multiplex de 5 matchs (une affiche différente par régions) pour les 32e de finale et co-diffuse une affiche de chaque tour à partir des 16e de finale avec Eurosport. (22M€ par saison) |
| France Télévisions et beIN Sports | 2022-2026 | Le 10 novembre 2022, Noël le Graët annonce le retrait de Eurosport et dans le même temps le maintien de la diffusion sur les chaînes du groupe France Télévisions. La Fédération française de football cherche un autre diffuseur pour compléter la diffusion des matchs au côté du service public. Le 5 décembre 2022, la FFF officialise beIN Sports co-diffuseur de la compétition. (12M€ par saison) France Télévisions co-diffuse un multiplex de 5 matchs (une affiche différente par régions) pour les 32e de finale et co-diffuse une affiche de chaque tour à partir des 16e de finale. |

### National
| Diffuseurs                                | Période   | Observations |
| ----------------------------------------- | --------- | --- |
| Ma Chaîne Sport                           | 2013-2016 | Ma Chaîne Sport diffuse le championnat à partir de 2013 jusqu'à la saison 2015-2016. Au lancement de l'appel d'offres en 2012, aucun candidat ne s'était manifesté. Ma Chaîne Sport est le seul candidat à la diffusion en se manifestant en 2013 auprès de la FFF. Selon le journal L'Équipe, la chaîne déboursait 200 000 euros de droits de diffusion par saison de championnat (hors frais de captation). À la vingtaine de matchs diffusés par saison, Ma Chaîne Sport ajoutait un magazine hebdomadaire diffusé le lundi : Objectif Ligue 2. |
| Canal+ Sport, Foot+ et Dailymotion        | 2016-2019 | Le 5 juillet 2016, la FFF annonce que Canal+ décroche les droits de diffusion de la compétition pour les saisons 2016-2017 à 2018-2019. L'offre de Canal+ s'élève à 600 000 euros par saison soit le triple de ce que déboursait Ma Chaîne Sport sur la période précédente. Canal+ diffuse les rencontres du championnat le samedi à 15 heures sur Foot+ ou sur Canal+ Sport. À partir de la saison 2018-2019, le groupe Canal+ change l'horaire de diffusion et retransmet son affiche le jeudi soir à 20 h 30. Le reste des matches du championnat est diffusé sur internet à travers la plate-forme de vidéos en ligne Dailymotion. D'un point de vue technique, Canal+ s'est engagé à couvrir chaque rencontre qu'elle diffuse sur son antenne avec un minimum de quatre caméras,. |
| Canal+ Sport et YouTube                   | 2019-2020 | Le groupe Canal+ prolonge d'une année son contrat avec la FFF pour la diffusion du Championnat de National. Canal+ Sport diffuse un match par journée le vendredi soir à 18 h. Le reste des matchs est diffusé sur YouTube le vendredi à 20 h. |
| Canal+ Sport (puis Canal+ Foot) et FFF.tv | 2020-2024 | Pour la période 2020-2024, le groupe Canal+ prolonge son contrat avec la FFF pour 4 ans supplémentaires. Canal+ Sport produit et diffuse la meilleure affiche de chaque journée le lundi soir à 20 h 45 ainsi que les trois multiplex de la saison (J17, J33 et J34). Les autres rencontres ne sont pas attribuées et sont diffusées sur le site de la FFF. Avec la création de Canal+ Foot en août 2022, les matchs sont désormais diffusés sur cette dernière. |
| Canal+ Foot, FFF.tv et DAZN               | 2024      | Dès la mi-saison 2023-2024, la FFF annonce l'arrivée de DAZN comme nouveau diffuseur. La plateforme obtient le droit de diffuser en exclusivité la meilleure affiche du vendredi soir (sur la chaîne DAZN 1) et de co-diffuser celle du lundi soir avec Canal+ Foot (sur l'appli DAZN). FFF.tv ne diffuse plus que les 7 autres matchs du vendredi soir. |
| FFF.tv                                    | 2024-2025 | Tous les matchs sont diffusés gratuitement en streaming sur FFF.tv et la chaîne YouTube de la FFF. |

### Autres compétitions
| Compétition                | Diffuseurs                                                               | Période               | Observations |
| -------------------------- | ------------------------------------------------------------------------ | --------------------- | --- |
| Trophée des champions      | Canal+                                                                   | Jusqu'en 2012         | L'édition de 2010 a été diffusé sur M6. |
| Trophée des champions      | beIN Sports                                                              | 2012-2020             | |
| Trophée des champions      | Téléfoot et Canal+                                                       | 2020-2021             | |
| Trophée des champions      | Prime Video                                                              | 2021-2024             | |
| Trophée des champions      | DAZN                                                                     | 2025                  | |
| Trophée des champions      | Ligue 1+                                                                 | 2026                  | |
| National 2                 | Fuchs Sport Free Foot Mkl Sport (Girondins de Bordeaux, saison 2024-2025 | 2020-2025             | Tous les matchs des 64 équipes du championnat diffusés en direct. Les matchs des Girondins de Bordeaux lors de la saison 2024-2025 sont diffusés gratuitement sur la plateforme Free Foot est A la télé Mkl Sport |
| National 3                 | Fuchs Sport Free Foot Mkl Sport (Girondins de Bordeaux, saison 2024-2025 | 2020-2025             | Tous les matchs des 168 équipes du championnat diffusés en direct. |
| Équipe de France masculine | Groupe TF1                                                               | Jusqu'en juillet 2018 | En 2009, M6 achète les droits du barrage aller de la Coupe du monde 2010 Irlande / France. Entre 2010 et 2013, M6 achète deux à trois matchs à l’extérieur de l’équipe de France par campagne de qualification, pour l'Euro 2012 et la Coupe du monde 2014. |
| Équipe de France masculine | Groupe TF1 et M6                                                         | 2018-2022             | Les deux chaînes diffusent chacune un match lors des semaines internationales : matchs amicaux, Ligue des nations, matchs de qualification au Championnat d'Europe des nations et à la Coupe du monde de football. |
| Équipe de France masculine | Groupe TF1                                                               | 2022-2028             | Le Groupe TF1 renouvelle les droits de l'équipe de France jusqu'en 2028 : matchs amicaux, Ligue des nations, matchs de qualification au Championnat d'Europe des nations et à la Coupe du monde de football. |
| Équipe de France espoirs   | Groupe Canal+                                                            | 2014-2023             | Les matches de l'équipe de France sont diffusés sur Direct 8 puis C8 et CStar, puis sur Canal+ Sport et ensuite de 2022 à 2023 sur Canal+ Foot. |
| Équipe de France espoirs   | La chaîne L'Équipe                                                       | 2023-2025             | La chaîne L'Équipe obtient les droits de diffusion pour la période 2023-2025. |
| Équipe de France féminine  | Direct 8 puis D8/D17 puis C8/CStar                                       | 2009-2018             | |
| Équipe de France féminine  | Groupe M6                                                                | 2019-2023             | |
| Équipe de France féminine  | France Télévisions et Groupe M6                                          | 2023-2027             | Ces droits de diffusion concernent les rencontres de la nouvelle Ligue des nations féminine, les matches de qualifications à l’Euro 2025 et à la Coupe du monde 2027 ainsi que l’ensemble des matches amicaux qui seront joués par les Bleues durant cette période. Tous les matches en prime time seront diffusés sur France 2, France 3, France 4, M6 et W9 et 6ter. |
| Coupe de France féminine   | France 4 et Eurosport                                                    | 2014-2022             | France 4 diffuse la finale. |
| Coupe de France féminine   | FFF TV, beIN Sports et France Télévisions                                | 2022-2026             | Plusieurs matchs des tours qualificatifs sont diffusés gratuitement sur la plateforme FFF TV. beIN Sports et France Télévisions co-diffusent la finale. |
| D1 féminine                | France 4 et Eurosport                                                    | 2014-2018             | Eurosport diffuse 20 matchs par saison et France 4 4 à 5 matchs par saison. |
| D1 féminine                | Groupe Canal+                                                            | 2018-2023             | Canal+ Sport propose deux affiches à chaque journée (le samedi a 14h30 et le dimanche a 15h) et Foot+ diffuse les 4 autres matchs du samedi a 14h30. À noter que certaines affiches du championnat sont co-diffusées en clair sur C8 (ou CStar),. |
| D1 féminine                | Groupe Canal+, DAZN et FFF.tv                                            | 2023-2029             | Canal+ Foot propose deux affiches en prime-time (le vendredi et le dimanche soir à 21h00) et les autres rencontres sur la FFFtv. Le 14 septembre 2023, DAZN et Canal+ ont trouvé un accord de co-diffusion de 2 rencontres par journée. |
| Trophée des championnes    | Canal+                                                                   | 2019 et 2022          | Canal+ diffuse la 1re édition en 2019 et la deuxième en 2022 (les éditions 2020 et 2021 sont annulés en raison de la pandémie de Covid-19). |
| Trophée des championnes    | Canal+                                                                   | 2023-2028             | Canal+ diffusera les éditions de 2023 à 2028 |

## Compétitions étrangères par pays

### Grands championnats européens

#### Angleterre

##### Premier League
| Diffuseurs                              | Période   | Observations |
| --------------------------------------- | --------- | --- |
| Canal+                                  | 1997-2001 | Pour la première fois, Canal+ obtient les droits du championnat anglais. |
| Canal+                                  | 2001-2004 | Canal+ associé au groupe News Corporation détenu par Rupert Murdoch constitue un consortium qui décroche les droits,. Selon le journal L'Équipe, Canal+ déboursait seulement 4,5 millions d'euros par an entre 2001 et 2004 pour diffuser la Premier League en France. |
| TPS                                     | 2004-2007 | En mars 2004, TPS obtient l'exclusivité des droits de diffusion de la Premier League en France pour 3 ans que Canal+ détenait depuis 1997. TPS s'acquitte, selon Les Échos, de 25 millions d'euros pour les droits de diffusion sur trois ans. TPS diffuse ces matchs sur TPS Star, puis à partir du 13 août 2005 sur TPS Foot, chaîne consacrée au football.                                                                                           |
| Groupe Canal+                           | 2007-2010 | Le Groupe Canal+ a récupéré ces droits de diffusion à l'occasion de sa fusion avec TPS qui les détenait auparavant. Canal+ aurait payé 7 millions d'euros par saison pour diffuser la Premier League,. |
| Groupe Canal+                           | 2010-2013 | Le 9 décembre 2009, Canal+, malgré la concurrence d'Orange Sport, conserve les droits de diffusion de la Premier League jusqu'en 2013. Le Groupe Canal+ avait récupéré ces droits de diffusion depuis sa fusion avec TPS qui les détenait auparavant. |
| Groupe Canal+                           | 2013-2016 | Malgré la concurrence de beIN Sports, Canal+ est sélectionné début 2013 pour conserver la diffusion de la Premier League jusqu'en 2016. Canal+ devra s'acquitter de droits compris entre 60 et 70 millions d'euros par saison. |
| RMC Sport Numéro 23 (2 matchs en clair) | 2016-2019 | Alors que Canal+ faisait figure de favori pour remporter à nouveau les droits de diffusion de la Premier League, Altice remporte les droits de diffusion avec une offre d'une centaine de millions par an, un montant bien supérieur à celui versé par Canal+ pour la période 2012-2016,. Afin de valoriser ces droits de diffusion, Altice restructure son offre de chaînes sportives et remplace Ma Chaîne Sport par SFR Sport à partir de juin 2016. |
| Groupe Canal+ et RMC Sport              | 2019-2022 | Canal+ récupère les droits de diffusion pour 3 saisons à partir d'août 2019,. Le groupe aurait déboursé près de 345 millions d'euros pour acquérir les droits pour la période 2019-2022 soit 115 millions d'euros par an. Un accord de co-diffusion des 380 rencontres est trouvé avec RMC Sport, les deux groupes se partageant équitablement les frais pour les droits de diffusion.                                                                  |
| Groupe Canal+                           | 2022-2028 | En juillet 2021, Canal+ obtient les droits de diffusion pour 3 saisons supplémentaires à partir d'août 2022,. En septembre 2023, Canal+ prolonge les droits pour 3 saisons de plus. |

##### Autres compétitions
| Compétition      | Diffuseurs         | Période     | Observations |
| ---------------- | ------------------ | ----------- | --- |
| Championship     | beIN Sports        | 2019-2022   | Contrat prolongé par Bein Sports MENA avec la Ligue anglaise de football (EFL) pour la période 2019-2022. Le contrat exclusif prend effet dès août 2019 dans 24 pays dont la France. |
| League One       | beIN Sports        | 2019-2022   | Contrat prolongé par Bein Sports MENA avec la Ligue anglaise de football (EFL) pour la période 2019-2022. Le contrat exclusif prend effet dès août 2019 dans 24 pays dont la France. |
| League Two       | beIN Sports        | 2019-2022   | Contrat prolongé par Bein Sports MENA avec la Ligue anglaise de football (EFL) pour la période 2019-2022. Le contrat exclusif prend effet dès août 2019 dans 24 pays dont la France. |
| FA Cup           | Canal+             | 1996 - 2008 | Canal+ retransmet quelques matchs notamment les finales de chaque édition. |
| FA Cup           | France Télévisions | 2008 - 2012 | Diffusion de 20 matchs sur France 4 dès les 32es de finale. |
| FA Cup           | beIN Sports        | 2012-2024   | |
| League Cup       | beIN Sports        | 2019-2025   | Contrat prolongé par Bein Sports MENA avec la Ligue anglaise de football (EFL) pour la période 2019-2022. Le contrat exclusif prend effet dès août 2019 dans 24 pays dont la France. |
| Community Shield | beIN Sports        | 2016-2023   | |
| Emirates Cup     | Groupe Canal+      | 2019        | Canal+Sport diffuse l'édition 2019 et la confrontation entre Arsenal et l'Olympique Lyonnais                                                                                         |

#### Allemagne
| Compétition            | Diffuseurs            | Période     | Observations |
| ---------------------- | --------------------- | ----------- | --- |
| Bundesliga             | TPS                   | 2006-2009   | TPS acquiert en mars 2006 les droits de diffusion de la Bundesliga en France pour les saisons 2006/2007 à 2008/2009. Le contrat signé inclut l'exclusivité des championnats de première et deuxième divisions allemandes. Les matchs sont diffusés sur TPS Star, TPS Foot (jusqu'en 2007), Multivision Sport (en paiement à la séance) et Infosport (information sportive). TPS annonce aussi qu'au moins une affiche par journée de championnat sera diffusée en haute définition. À noter que, malgré la fusion entre le Groupe Canal+ et TPS, la Bundesliga reste diffusée sur TPS Star jusqu'à la fin du contrat à l'issue de la saison 2008-2009. Selon L'Équipe, Canal+ s’acquittait alors de droits s'élevant à 2,5 millions d'euros par an. |
| Bundesliga             | Orange                | 2009-2012   | Orange acquiert les droits de diffusion de la saison 2009-2010 de Bundesliga en août 2009. Le contrat comprend la diffusion de 4 affiches par week-end sur Orange Sport. Début-2010, Orange renouvelle son contrat jusqu'en 2012, le groupe télécom s'acquitte de droits s'élevant à 5 millions d'euros par an pour la diffusion exclusive du championnat allemand. |
| Bundesliga             | beIN Sports et Canal+ | 2012-2015   | Début-2012, beIN Sports et Canal+ acquièrent les droits de la Bundesliga jusqu'à la saison 2014-2015. Canal+ et BeIn Sports se seraient engagés à verser 23 millions d'euros par an pour ces droits. |
| Bundesliga             | beIN Sports           | 2015-2017   | beIN Sports obtient l'exclusivité de la diffusion de la Bundesliga en France pour deux saisons (2015-2016 et 2016-2017). |
| Bundesliga             | beIN Sports           | 2018-2029   | beIN Sports annonce en juin 2025 sur ses réseaux sociaux, le renouvellement du championnat allemand sur ses antennes jusqu'en 2029. |
| DFB-Pokal              | L'Équipe              | 2020-2025   | L'Équipe diffuse les matchs à partir des quarts de finale en 2020 et des matchs lors de la saison 2021-2022. |
| Supercoupe d'Allemagne | beIN Sports           | depuis 2015 | beIN Sports diffuse l'édition 2019 entre le Borussia Dortmund et le Bayern Munich. |
| Supercoupe d'Allemagne | L'Équipe              | 2020-2025   | |
| Audi Cup               | RMC Sport             | 2019        | RMC Sport diffuse l'édition 2019. |

#### Espagne
| Compétition               | Diffuseurs                   | Période       | Observations |
| ------------------------- | ---------------------------- | ------------- | --- |
| La Liga                   | Groupe Canal+                | 2006-2009     | |
| La Liga                   | Groupe Canal+                | 2009-2012     | |
| La Liga                   | beIN Sports                  | 2012-2015     | |
| La Liga                   | beIN Sports                  | 2015-2018     | |
| La Liga                   | beIN Sports                  | 2018-2021     | |
| La Liga                   | beIN Sports                  | 2021-2024     | |
| La Liga                   | beIN Sports                  | 2024-2026     | |
| La Liga 2                 | YouTube                      | 2019-         | YouTube diffuse l'intégralité des rencontres |
| La Liga 2                 | beIN Sports                  | 2021-         | Meilleure affiche par journée |
| Copa del Rey              | beIN Sports                  | 2015-2019     | beIN Sports diffuse l'intégralité de la compétition jusqu'aux 1/2 finales. La finale est diffusée par le Groupe Canal+. |
| Copa del Rey              | beIN Sports                  | 2019-2020     | La Copa del Rey change de formule à partir de la saison 2019-2020. Désormais, les confrontations se jouent sur un seul match sauf lors des demi-finales. La compétition est retransmise par un seul et même diffuseur. beIN Sports obtient les droits.           |
| Copa del Rey              | L'Équipe,                    | 2020-2025     | |
| Supercoupe d'Espagne      | Groupe Canal+ pour la finale | jusqu'en 2020 | Le Groupe Canal+ diffusait la compétition de 2012 à 2018. À partir de la saison 2019-2020, la formule de la compétition change et prend la forme d'un Final Four. La finale de la saison 2019-2020 est diffusée par le Groupe Canal+ sur sa chaîne Canal+ Sport. |
| Supercoupe d'Espagne      | L'Équipe,                    | 2020-2025     | |
| Trophée Joan Gamper       | L'Équipe                     | depuis 2016   | |
| Trophée Santiago Bernabéu | L'Équipe                     | depuis 2016   | |

#### Italie
| Compétition         | Diffuseurs            | Période       | Observations |
| ------------------- | --------------------- | ------------- | --- |
| Serie A             | Canal+                | Jusqu'en 2012 | Canal+ est le diffuseur exclusif de la Serie A italienne en France jusqu'en 2012. Les droits annuels acquittés par Canal+ pour la diffusion de la compétition s'élevaient à 10 millions d'euros. |
| Serie A             | beIN Sports et Canal+ | 2012-2015     | Canal+ Sport diffuse deux matchs, le samedi à 20h45 et le dimanche à 15h. beIN Sports retransmet deux matches : le samedi à 18h et le dimanche à 20h45,. |
| Serie A             | beIN Sports           | 2015-2018     | Dès 2015, beIN Sports diffuse l'exclusivité de la Serie A. |
| Serie A             | beIN Sports           | 2018-2021     | En juin 2018, beIN Sports annonce avoir renouvelé les droits TV du championnat d'Italie. |
| Serie A             | beIN Sports           | 2021-2024     | Le 19 août 2021, deux jours seulement avant la reprise du championnat, beIN Sports fait savoir qui viennent de reconduire les droits de diffusion pour le championnat italien pour trois saisons. |
| Serie A             | L'Équipe              | 2024-2025     | Le 29 octobre 2024, L'Équipe annonce avoir acquis les droits de diffusion du championnat italien pour les 2 prochaines années, après un début de saison 2024-2025 non couvert en France à la suite de l'abandon des droits par beIN Sports. Le groupe L'Équipe compte diffuser 2 matchs par journée (l'un sur la chaîne L'Équipe et l'autre sur la plateforme payante L'Équipe live foot) ainsi que les résumés des autres matchs dans L'Équipe de Greg. La diffusion du championnat a débuté le soir même du 29 octobre à l'occasion de la 10ème journée avec AC Milan/Naples sur la chaîne L'Équipe. Le 8 novembre 2024, L'Équipe annonce que les 2 affiches seront désormais retransmises uniquement sur L'Équipe live foot à cause d'un problème de droits en Suisse à la frontière italienne, où les droits de la Serie A sont détenus par la plateforme payante DAZN et où la chaîne L'Équipe est accessible. |
| Serie A             | DAZN                  | 2025-2026     | Le 10 juillet 2025, DAZN France annonce avoir acquis les droits de diffusion exclusifs de la Serie A, de la Coupe d'Italie et de la Supercoupe d'Italie pour la saison 2025-2026,. |
| Serie B             | Aucun diffuseur       |               | L'Équipe 21 a diffusé la Série B en 2015-2016. |
| Serie C             | OneFootball           | 2022-         | Streaming payant. |
| Tim Cup             | Eurosport             | 2016-2018     | |
| Tim Cup             | L'Équipe              | Depuis 2019   | |
| Tim Cup             | DAZN                  | 2025-2026     | Le 10 juillet 2025, DAZN France annonce avoir acquis les droits de diffusion exclusifs de la Serie A, de la Coupe d'Italie et de la Supercoupe d'Italie pour la saison 2025-2026,. |
| Supercoupe d'Italie | Eurosport             | 2016-2018     | |
| Supercoupe d'Italie | L'Équipe              | Depuis 2019   | |
| Supercoupe d'Italie | DAZN                  | 2025-2026     | Le 10 juillet 2025, DAZN France annonce avoir acquis les droits de diffusion exclusifs de la Serie A, de la Coupe d'Italie et de la Supercoupe d'Italie pour la saison 2025-2026,. |

#### Portugal
| Compétition                  | Diffuseurs  | Période       | Observations |
| ---------------------------- | ----------- | ------------- | --- |
| Liga Portugal                | beIN Sports | Jusqu'en 2016 | |
| Liga Portugal                | RMC Sport   | 2016-2023     | RMC Sport diffuse les matchs du Benfica Lisbonne, du FC Porto et du Sporting CP chaque journée mais également certains matchs de Braga.              |
| Liga Portugal                | beIN Sports | 2023-         | BeIn Sports diffuse l'intégralité des matches du Benfica Lisbonne, du FC Porto et du Sporting CP ainsi que d'autres matchs en fonction des journées. |
| Liga Portugal 2 SABSEG       | YouTube     | 2021-         | YouTube diffuse l'intégralité des rencontres. |
| Coupe du Portugal            | L'Équipe    | 2020-         | Diffusion de la finale sur L'Équipe en 2015, 2016, 2020 et 2024.                                                                                     |
| Coupe de la Ligue Portugaise | L'Équipe    | 2024-         | Diffusion des demi-finales et de la finale. |

### Autres championnats européens

#### Belgique
| Compétition        | Diffuseurs             | Période            | Observations                                                                                          |
| ------------------ | ---------------------- | ------------------ | --- |
| Jupiler Pro League | Foot+                  | 2012-2020          | |
| Jupiler Pro League | Sans diffuseur         | 2020-mars 2021     | |
| Jupiler Pro League | MyCujoo et OneFootball | Dès mars 2021-2023 | Matchs diffusés gratuitement jusqu'aux play-offs avant une diffusion payante dès la saison 2021/2022. |
| Jupiler Pro League | DAZN                   | 2023-              | |
| Croky Cup          | L'Équipe               |                    | Actuellement aucune diffusion.                                                                        |

#### Écosse
| Compétition             | Diffuseurs  | Période   | Observations                 |
| ----------------------- | ----------- | --------- | ---------------------------- |
| Scottish Premiership    | Foot+       | 2012-2020 |                              |
| Scottish Premiership    | OneFootball | 2020-2025 | Streaming gratuit            |
| Scottish Cup            | L'Équipe    | 2021-     |                              |
| The Scottish League Cup |             |           | actuellement aucun diffuseur |

#### Autriche
| Compétition        | Diffuseur   | Période | Observations                |
| ------------------ | ----------- | ------- | --------------------------- |
| Admiral Bundesliga | OneFootball | 2021-   | Diffusion streaming gratuit |

#### Norvège
| Compétition | Diffuseurs  | Période   | Observations                                                                                         |
| ----------- | ----------- | --------- | --- |
| Eliteserien | Eurosport   | 2020-2022 | 2 à 4 rencontres en direct par journée sur Eurosport 2 et les autres rencontres sur Eurosport Player |
| Eliteserien | OneFootball | 2022-     | Streaming gratuit                                                                                    |

#### Pays-Bas
| Compétition | Diffuseur                       | Période   | Observations |
| ----------- | ------------------------------- | --------- | --- |
| Eredivisie  | Ma Chaîne Sport et Livesport.tv | 2011-2014 | MCS : Un à deux matchs par journée, généralement ceux de l'Ajax et du PSV. Livesport.tv : Tous les matchs en streaming par abonnement. |
| Eredivisie  | Foot+                           | 2014-2022 | |
| Eredivisie  | Triller TV                      | 2024-2025 | Streaming par abonnement, 4 matchs par journée.                                                                                        |
| Eredivisie  | DAZN                            | 2025-2026 | 4 matchs par journée. |

#### Russie
| Compétition           | Diffuseur | Période       | Observations                         |
| --------------------- | --------- | ------------- | ------------------------------------ |
| Championnat de Russie | L'Équipe  | Jusqu'en 2018 |                                      |
| Championnat de Russie | YouTube   | Depuis 2018   | Toutes les rencontres en intégralité |

#### Turquie
| Compétition           | Diffuseur                              | Période     | Observations        |
| --------------------- | -------------------------------------- | ----------- | ------------------- |
| Coupe de Turquie      | beIN Sports                            | 2017-2019   |                     |
| Coupe de Turquie      | Chaines Twitch et YouTube de RMC Sport | Depuis 2025 | Streaming gratuit   |
| Supercoupe de Turquie | beIN Sports                            | Depuis 2024 |                     |
| SÜPER Lig Turque      | beIN Sports                            | Depuis 2017 | Meilleures affiches |

#### Slovaquie
| Compétition  | Diffuseur   | Période | Observations                |
| ------------ | ----------- | ------- | --------------------------- |
| Fortuna Liga | OneFootball | 2022-   | Diffusion streaming gratuit |

### Amérique

#### Argentine
| Compétition              | Diffuseurs      | Période       | Observations             |
| ------------------------ | --------------- | ------------- | ------------------------ |
| Primera división         | Ma Chaîne Sport | jusqu'en 2015 |                          |
| Primera división         | beIN Sports     | 2015-2019     | Une affiche par journée. |
| Primera división         | OneFootball     | 2022-         | Streaming payant.        |
| Copa Argentina de fútbol | beIN Sports     | 2016-2019     |                          |

#### Brésil
| Compétition    | Diffuseurs  | Période                         | Observations |
| -------------- | ----------- | ------------------------------- | --- |
| Brasileirão    | YouTube     | 2018 -                          | YouTube retransmettra gratuitement le championnat brésilien dans une trentaine de pays dans le monde, dont la France. |
| Brasileirão    | OneFootball | jusqu'en 2023                   | Système de pay-per-view                                                                                               |
| Brasileirão    | DAZN        | À partir de la saison 2023-2024 | DAZN annonce récupérer les droits du championnat du Brésil et qu'il diffusera deux matchs par semaine.                |
| Copa do Brasil | RMC Sport 2 | jusqu'en 2018                   | |

#### États-Unis et Canada
| Compétition         | Diffuseurs  | Période   | Observations |
| ------------------- | ----------- | --------- | --- |
| Major League Soccer | Sport+      | 2004-2006 | |
| Major League Soccer | Eurosport   | 2007-2008 | |
| Major League Soccer | Sport+      | 2010-2014 | Sport+ est le diffuseur exclusif de la MLS en France jusqu'en 2014. |
| Major League Soccer | Eurosport   | 2015-2018 | Eurosport décroche en mars 2015 les droits de diffusion de la MLS pour la France. La compétition est diffusée sur les antennes linéaires d'Eurosport ainsi que sur la plateforme numérique Eurosport Player,. |
| Major League Soccer | beIN Sports | 2019      | |
| Major League Soccer | Aucun       | 2020-2022 | Non diffusée en France |
| Major League Soccer | Apple TV+   | 2023-     | |

#### Mexique
| Compétition | Diffuseur   | Période | Observations                                         |
| ----------- | ----------- | ------- | ---------------------------------------------------- |
| Liga MX     | OneFootball | 2021-   | 2 à 5 matchs par journée Diffusion streaming gratuit |
| Copa México | OneFootball | 2021-   | Diffusion streaming gratuit                          |

### Asie

#### Arabie Saoudite
| Compétition      | Diffuseur | Période                 | Observations                       |
| ---------------- | --------- | ----------------------- | ---------------------------------- |
| Saudi Pro League | RMC Sport | Janvier à Mai 2023      | Toutes les rencontres d'Al Nassr.  |
| Saudi Pro League | Canal+    | 2023 à 2025 (2 saisons) | 3 rencontres en direct par journée |

#### Chine
| Compétition          | Diffuseur   | Période                              | Observations                                                                              |
| -------------------- | ----------- | ------------------------------------ | ----------------------------------------------------------------------------------------- |
| Chinese Super League | RMC Sport 2 | jusqu’à l’issue de la saison 2017-18 | 2 rencontres en direct par journée, chaque week-end (entre 9h30 et 13h, heure française). |

#### Corée du Sud
| Compétition | Diffuseur   | Période | Observations                |
| ----------- | ----------- | ------- | --------------------------- |
| K League 1  | OneFootball | 2021-   | Diffusion streaming gratuit |

#### Japon
| Compétition | Diffuseur | Période | Observations                       |
| ----------- | --------- | ------- | ---------------------------------- |
| J.League 1  | YouTube   | 2023-   | 4 rencontres en direct par journée |

#### Inde
| Compétition         | Diffuseur   | Période | Observations                |
| ------------------- | ----------- | ------- | --------------------------- |
| Indian Super League | OneFootball | 2022-   | Diffusion streaming gratuit |

## Futsal
| Compétition                     | Diffuseurs         | Période      | Observations                                                                    |
| ------------------------------- | ------------------ | ------------ | ------------------------------------------------------------------------------- |
| Euro de Futsal                  | Eurosport          | Édition 2016 |                                                                                 |
| Euro de Futsal                  | La chaîne l'Équipe | Édition 2018 |                                                                                 |
| Coupe du monde de futsal        | La chaîne L'Équipe | depuis 2024  | Anciennement Eurosport                                                          |
| Ligue des champions de futsal   | La chaîne L'Équipe | 2021         | Diffusion d'un match. Anciennement Eurosport                                    |
| Équipe de France de futsal FIFA | Le site L'Équipe   | 2020         | Qualifications à la Coupe du monde 2021, et 1 match qualificatif à l'Euro 2022. |
| Équipe de France de futsal FIFA | La chaîne L'Équipe | 2021         | Qualifications pour le Championnat d'Europe de futsal 2022.                     |